# Liste der Hemeraner Straßennamen
Die Liste der Hemeraner Straßennamen führt Bedeutungen und Umstände der Namensgebung der Straßen in Hemer auf. Aktuell gültige Straßenbezeichnungen sind in Fettschrift angegeben, nach Umbenennung oder Bauarbeiten nicht mehr oder noch nicht gültige Bezeichnungen in Kursivschrift.

## Allgemeines

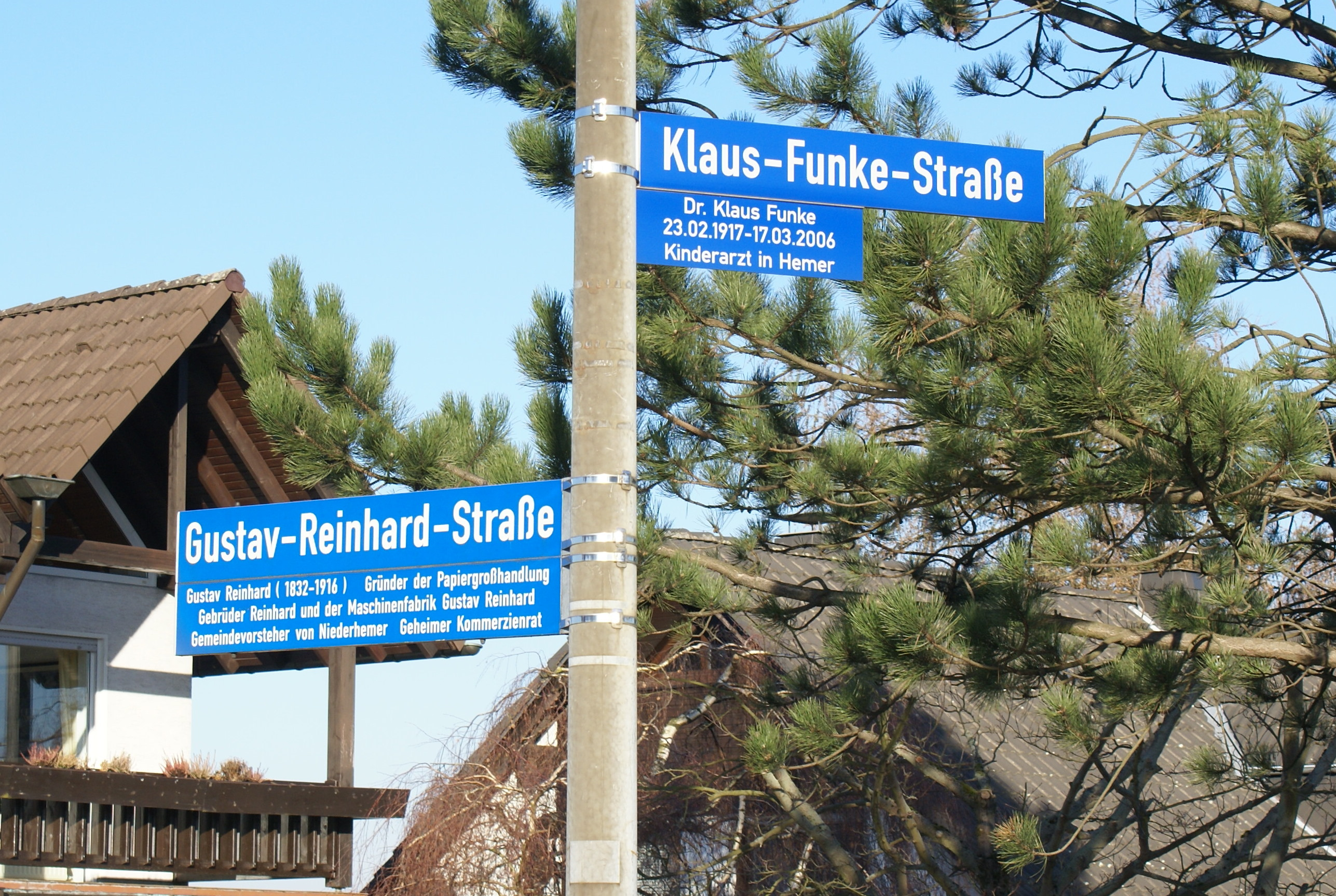
Straßenschilder in Hemer mit Hinweisen auf die Namensgeber

Die Straßen in Hemer sind hauptsächlich nach Persönlichkeiten, Tieren, Pflanzen und Fluren benannt. Nach dem Kriegsende 1945 wurden Straßen umbenannt, deren Bezeichnung im Zusammenhang mit dem Imperialismus steht. Nach der kommunalen Neuordnung und der Eingemeindung von Becke, Deilinghofen, Frönsberg und Ihmert wurden ein weiteres Mal einige Straßen benannt. Andernfalls wäre es zu Namensdoppelungen gekommen.
In einigen Gebieten liegen Straßennamen bestimmter Personen-, Tier- oder Pflanzengruppen zentriert:
- Arbeiterdichter in Stübecken: Gerrit-Engelke-Weg, Heinrich-Lersch-Weg, Hermann-Claudius-Weg, Josef-Winckler-Weg, Karl-Bröger-Weg
- Baumarten in Stübecken: Ahornweg, Akazienweg, Birkenweg, Buchenweg, Eichenweg, Erlenweg, Kastanienweg, Kiefernweg, Tannenweg, Ulmenweg
- Großstädte, zur Erinnerung für Vertriebene und Flüchtlinge, in Sundwig: Berliner Straße, Breslauer Straße, Danziger Straße, Königsberger Straße, Marienburger Straße, Memeler Straße, Stettiner Straße
- Komponisten im östlichen Innenstadtbereich: Beethovenstraße, Brahmsstraße, Brucknerstraße, Clara-Schumann-Straße, Franz-Schubert-Straße, Mozartstraße, Richard-Wagner-Straße
- Länder, deren Truppen in Deilinghofen stationiert waren, im Norden Deilinghofens: Amerikastraße, Englandstraße, Kanadastraße, Schottlandstraße, Walesstraße
- Maler im östlichen Innenstadtbereich und in Urbecke: Aldegreverstraße, Cranachstraße, Dürerstraße, Goyastraße, Grünewaldstraße, Holbeinstraße, Lenbachstraße, Noldeweg, Rembrandtstraße, Rubensstraße
- Pflanzenarten in Ihmert: Am Habuch, Am Höllberg, Am Schlehdorn, Auf der Hecke, Hagedorn
- Theologen in Stübecken: August-Hermann-Francke-Weg, Fliednerweg, Oberlinweg, Von-Ketteler-Weg, Wichernweg
- Vogelarten im östlichen Innenstadtbereich: Amselweg, Bussardweg, Drosselweg, Falkenweg, Finkenweg, Habichtweg, Lerchenstraße, Meisenweg, Sperberweg

Die Straßenschilder sind blau mit weißer Schrift gestaltet. Ältere Beschilderung mit schwarzer Schrift auf weißem Grund ist im Stadtgebiet jedoch auch noch zu finden. Erläuterungen zur Bedeutung einiger Straßennamen sind auf einem Zusatzschild angebracht.

## Straßenliste

### A
Adjutantenkamp, Deilinghofen
Die Straße „Adjutantenkamp“ wurde nach dem Adjutanten Caspar Dietrich zur Megede benannt, der zwischen 1682 und 1766 in Deilinghofen lebte und wirkte. „Adjutantenkamp“ liegt nahe der Straße „Im Turm“, deren Name ebenfalls auf die Familie zur Megede zurückzuführen ist.
Adolf-Hitler-Straße, Hemer
Die Adolf-Hitler-Straße bestand von 1935 bis 1945. Davor und danach hieß die Straße Westiger Straße, die inzwischen Teil der Hauptstraße (Abschnitt Oberhemer–Westig) ist.
Adolf-Kolping-Straße, Hemer
Die Adolf-Kolping-Straße liegt in Niederhemer in der Nähe des katholischen Friedhofs. Sie ist nach dem katholischen Priester Adolph Kolping benannt, der das Kolpingwerk gründete.
Ahornweg, Hemer
Der Ahornweg ist nach dem Laubbaum Ahorn benannt. Die Straße liegt in Stübecken.
Akazienweg, Hemer
Der Akazienweg ist nach dem Laubbaum Gewöhnliche Robinie benannt, die oft mit der in Deutschland nicht verbreiteten Akazie verwechselt wird. An der Straße in Stübecken liegt ein Kinderspielplatz.
Alberichweg, Hemer
Der Alberichweg liegt in Oberhemer.
Albert-Schweitzer-Straße, Hemer
Die Albert-Schweitzer-Straße ist nach dem evangelischen Theologen und Arzt Albert Schweitzer benannt, der für seinen Einsatz als Missionsarzt in Afrika mit dem Friedensnobelpreis ausgezeichnet wurde. An der Straße in der Nähe der Innenstadt liegt das Friedrich-Leopold-Woeste-Gymnasium. Die Straße hieß bis zum Zweiten Weltkrieg Eupener Straße.
Aldegreverstraße, Hemer
Die Aldegreverstraße ist nach dem deutschen Renaissance-Künstler Heinrich Aldegrever benannt und liegt in der östlichen Innenstadt.
Altenaer Straße, Hemer
Die Altenaer Straße liegt in Westig und führt als L 683 in Richtung der Hemeraner Nachbarstadt Altena, wonach sie auch benannt ist. In Bredenbruch und Ihmert heißt die Landstraße dann „Ihmerter Straße“.
Am Alten Dorfteich, Deilinghofen
Die Straße „Am Alten Dorfteich“ liegt im Gebiet des früheren Dorfteichs von Apricke.
Am Alten Weg, Hemer
Die Straße „Am Alten Weg“ führte in der ersten Hälfte des 19. Jahrhunderts aus Westig über Ihmert nach Altena. Zwischen 1854 und 1857 wurde die heutige Altenaer Straße errichtet, so dass der Vorgängerweg zum „Alten Weg“ wurde. Die Straße liegt im Südwesten von Westig.
Am Bach, Ihmert
Die Straße „Am Bach“ liegt im Zentrum von Ihmert am Lauf des Ihmerter Baches.
Am Ballo, Hemer
Der Straßenname „Am Ballo“ geht auf den alten Flurnamen „Auf dem Barlo“ zurück. Die Silbe „-lo“ deutet auf einen Wald hin. Für den Wortteil „Bar-“ existieren zwei Deutungen. Entweder ist die Silbe auf den Personennamen Bardo zurückzuführen und „Ballo“ damit der Wald des Bardo. Eine Alternative spricht für einen Wald an sonst waldarmer Stelle („bar“: baumlos). Die Straße liegt im Süden Westigs.
Am Bemberg, Hemer
Der „Am Bemberg“ liegt am Südhang des 334 Meter hohen Bemberg, der nach seiner Vegetation, den Wiesen („been“, „benne“), benannt ist. Die Straße liegt im Norden von Hemerhardt.
Am Bergmannspfad, Hemer
Die Straße „Am Bergmannspfad“ erhielt ihren Namen, weil sie am Weg der früheren Landhauser Bergleute lag, die zu den Galmei-Gruben in Iserlohn wanderten. Die Straße führt in südwestlicher Richtung aus dem Hemeraner Ortsteil Landhausen zum Berg Tannenkopf (324 Meter).
Am Bollweg, Hemer
Der Straßenname „Am Bollweg“ geht auf den Begriff Bollenweg zurück. Vor der Befestigung der Straßen wurden Bretter („bolen“) auf den Weg gelegt, um das Überqueren sowohl für Fahrzeuge als auch für Fußgänger zu vereinfachen. Die Straße liegt im östlichen Innenstadtbereich.
Am Branddorn, Hemer
An der Straße „Am Branddorn“ gab es Dornsträucher, die verbrannt wurden und möglicherweise dennoch wieder nachwuchsen, wonach die Straße dann benannt wurde. Die Straße liegt im Süden von Sundwig.
Am Brandenberg, Ihmert
Die Straße „Am Brandenberg“ ist nach mehreren Bränden in dieser Gegend benannt, bei denen Häuser und Wald zerstört wurde. Die Straße liegt im Norden von Ihmerterbach.
Am Bräucken, Hemer
Die Straße „Am Bräucken“ lag früher in einem Sumpfgebiet. Der Name entstand aus der Bezeichnung „brôk“, die für ein von einem Bach durchzogenen Gebiet steht. Die Straße liegt im Osten Niederhemers an der Grenze zu Becke.
Am Buntacker, Deilinghofen
Der Straßenname „Am Buntacker“ ist aus dem Begriff „Bünteacker“ entstanden. „Bünte“ nannte man ein Grundstück am Feld, das mit einem Zaun oder einer Hecke vor Wild geschützt wurde. Die Straße liegt im Zentrum Deilinghofens.
Am Damm, Hemer
Die Straße „Am Damm“ ist nach einem Damm benannt, der in der Endphase des 19. Jahrhunderts in diesem Gebiet im Südosten Stübeckens errichtet wurde. Für eine Brennerei von Dachziegeln wurde dort Lehm abgebaut. Das Abbaugebiet wurde mit einem Damm gegen Ausschwemmung geschützt. 1897 riss der Damm, sodass weite Teile Niederhemers überschwemmt wurden.
Am Dasbrauck, Hemer
Der Straßenname „Am Dasbrauck“ ist wie der Name „Am Bräucken“ aus dem Wort „brôk“ für ein von Wasser durchzogenes Sumpfland entstanden. „Das Brauck“ wurde im Verlauf zusammengezogen und mit einer Präposition versehen. Die Straße liegt im Südosten Stübeckens.
Am Deinsberg, Deilinghofen
Die Straße „Am Deinsberg“ ist nach dem Ortsnamen Deilinghofens benannt. Beide Begriffe gehen auf die Bezeichnung „Dedelinchoven“ zurück, die für den Hof eines Dedelings (Sohn eines Dedo) steht. Die Straße liegt im Deilinghofer Ortsteil Hohenstein.
Am Eibenbrink, Hemer
Die Straße „Am Eibenbrink“ ist nach ihrer Lage am Westiger Park benannt. „Brink“ bezeichnet eine Randlage, die in diesem Fall von Eiben bepflanzt ist. Die Straße liegt im Zentrum Westigs.
Amerikastraße, Deilinghofen
Die Amerikastraße ist nach dem Kontinent Amerika benannt. Soldaten aus dem nordamerikanischen Land Kanada waren zwischen den 1950er- und 70er-Jahren im Gebiet der heutigen Straße stationiert. Die Amerikastraße liegt heute in einem Gewerbepark.
Am Erpel, Hemer
Die Straße „Am Erpel“ ist nach der Flur „Auf der Ente“ benannt, die unweit der heutigen Straße liegt. Dabei entstand der Begriff „Ente“ nicht aus der Vogelart, sondern aus dem Wort „ent“ für Riese. Irrtümlich wurde die benachbarte Flur dann „Am Erpel“ getauft. Die Straße liegt im Süden Landhausens.
Am Friedhof, Hemer
Die Straße „Am Friedhof“ liegt in Niederhemer in direkter Nachbarschaft des katholischen Friedhofs.
Am Habuch, Ihmert
Die Straße „Am Habuch“ ist wegen der früheren Bepflanzung des Gebiets mit Hainbuchen aus dem Begriff „Hagebuche“ entstanden. Die Straße führt aus Westendorf in südöstlicher Richtung nach Tütebelle. Bis 1968 hieß die Straße „Höllbergstraße“.
Am Hallberg, Hemer
Die Straße „Am Hallberg“ befindet sich in Sundwig in der Nähe des Felsenmeeres und der Heinrichshöhle. Der Begriff Hallberg kann hohler Berg oder Felsenberg bedeuten. Beide Deutungen erscheinen durch die Nähe zum Felsenmeer ebenso wie zum Höhlensystem Perick als möglich.
Am Hammerscheid, Hemer
Die Straße „Am Hammerscheid“ liegt auf dem Gebiet einer ehemaligen Schmiede, wonach sie auch benannt ist. Der zweite Wortteil „-scheid“ bezeichnet eine Fläche von bestimmter Größe. An der Straße im östlichen Innenstadtbereich, an der Grenze zu Urbecke liegt eine städtische Kindertagesstätte.
Am Hang, Ihmert
Die Straße „Am Hang“ liegt an einem Hang des Hasbergs.
Am Haseloh, Hemer
Die Straße „Am Haseloh“ war früher von Haselsträuchern bepflanzt. Die Nachsilbe „-loh“ deutet auf einen Wald hin. Die Straße liegt im Osten der Hemeraner Innenstadt und führte bis 1945 zum Flugplatz am Jüberg. In diesen Zeiten hieß das Wegstück Hermann-Göring-Straße.
Am Heistück, Ihmert
Die Straße „Am Heistück“ ist nach einem alten Ihmerter Flurstück benannt, dessen Name auf die Lage an höchster Stelle im Dorf zurückzuführen ist. Die Straße liegt im Südosten Ihmerts.
Am Heßufer, Hemer
Die Straße „Am Heßufer“ verläuft in Oberhemer parallel zum Hemer-Bach. Der Name war früher unter der Bezeichnung „Heetsufer“ bekannt, die für unkultiviertes, mit Büschen bewachsenes Ufergelände steht. Die Vorsilbe „heets-“ könnte dabei entweder vom Begriff „hed“ (unkultivierte Heide) oder von „hees“ (Gebüsch) stammen. Vor der Umbenennung hieß die Straße Heßufer-Straße.
Am Hillebach, Becke
Die Straße „Am Hillebach“ liegt oberhalb der Oese, die der Flur ihren Namen gab. Der vordere Wortteil geht auf die Worte „hille“ oder „hellig“ (wild) zurück. Die Oese hat in diesem Teil ein besonders starkes Gefälle, sodass man ihn als Wildbach bezeichnen könnte. An der Straße im Ortsteil Oese liegt ein Kinderspielplatz.
Am Höllberg, Ihmert
Die Straße „Am Höllberg“ ist nach dem alten Begriff für Holunder, „höllerte“, benannt. Die Straße liegt zentral in Ihmert.
Am Iserbach, Hemer
Die Straße „Am Iserbach“ ist nach einem ehemaligen eisenverarbeitenden Betrieb in diesem Gebiet benannt. Der Begriff „isern“ bedeutet Eisen, zudem verläuft die Straße direkt an einem Bachlauf, der im später in die Oese übergeht. Die Straße liegt im Osten Wenhagens.
Am Jalohsweg, Hemer
Der Straßenname „Am Jalohsweg“ gründet sich auf eine Flurbezeichnung, die sich im Übergangshandriss Gemeinde Hemer Jg. 1829 findet.
Am Kalkofen, Hemer
Die Straße „Am Kalkofen“ ist nach einem Kalkofen benannt, der wenige Meter unterhalb der heutigen Straße bestand. Der Ofen stammt aus der Anfangszeit des 18. Jahrhunderts und wurde 1969 wiederentdeckt.
Am Knapp, Deilinghofen
Die Straße „Am Knapp“ erhielt ihren Namen durch die Lage am nordwestlichen Hang des Ostenberges (501 Meter). Das Wort „Knapp“ hat die Bedeutungen Abhang oder Berg. Die Straße liegt im Osten Deilinghofens.
Am Knick, Hemer
Die Straße „Am Knick“ erhielt ihren Namen durch eine Landwehr in einem Waldgebiet, das früher an dieser Stelle lag. Auf einer Landwehr wurden Pflanzen oftmals umgeknickt, damit das Gebüsch dichter wurde. Die Straße liegt im Süden Sundwigs.
Am Königsberg, Hemer
Die Straße „Am Königsberg“ hieß bis 1935 Bergstraße. An der Straße in Wiehagen liegt die katholische Pfarrkirche St. Petrus Canisius.
Am Krausen Bäumchen, Hemer
Die Straße „Am Krausen Bäumchen“ ist nach einer Holzbirne benannt, die noch in der Anfangsphase des 20. Jahrhunderts in diesem Gebiet stand. Die Straße liegt in Wiehagen.
Am Langeloh, Hemer
Die Straße „Am Langeloh“ ist nach dem ehemaligen Waldbewuchs in diesem Gebiet benannt. Der Begriff „loh“ steht für einen Wald, der in diesem Fall langgezogen war. Die Straße liegt im Südosten Oberhemers.
Am Lehmacker, Hemer
Die Straße „Am Lehmacker“ liegt südlich des Naherholungsgebiets Duloh, das in einigen Teilen tiefe Lehmböden vorweist. Nach dieser Bodenbeschaffenheit ist die Straße in Westig benannt.
Am Lusebrink, Hemer
Die Straße „Am Lusebrink“ ist nach einer Flur benannt, die am „brink“ (Abhang) liegt. Der Wortanfang entstammt entweder vom Begriff „laus“, das ein Gebiet niedrigen Werts beschreibt, oder aber von der Bezeichnung „lus“, das für eine frühere Farnbepflanzung spricht. Die Straße liegt östlich der Hemeraner Innenstadt an der Grenze zu Urbecke.
Am Mittelfeld, Hemer
Die Straße und Flur „Am Mittelfeld“ liegt zwischen den oberen und unteren Feldern innerhalb Hemers und erhielt dadurch ihren Namen. Die Straße befindet sich im Osten Sundwigs.
Am Möllinghof, Hemer
Die Straße „Am Möllinghof“ ist nach einem alten Mühlenhof benannt, der im Jahr 1418 erstmals erwähnt wurde. Als einziges Gebäude Niederhemers überstand er den Brand 1668, wurde im 20. Jahrhundert schließlich im Zuge des Ausbaus der B 7 abgerissen. Die Straße liegt an der Nordseite des Ebbergs in Niederhemer.
Am Nöllenhof, Hemer
Die Straße „Am Nöllenhof“ ist nach einem alten Gut benannt, das von einer Familie Nolte bewohnt wurde. Nölle ist eine mundartliche Variante dieses Namens. Die Straße liegt im Innenstadtbereich.
Am Obsthof, Hemer
Die Straße „Am Obsthof“ ist nach einem Obstgarten benannt, der früher in diesem Gebiet lag. Die Straße befindet sich im östlichen Innenstadtbereich.
Am Oelbusch, Hemer
Die Straße „Am Oelbusch“ ist nach dem Relief in diesem Gebiet benannt. Der Begriff setzt sich aus „ol“ (zerklüftet) und Busch (Böschung) zusammen. Die Straße liegt im Südwesten Oberhemers.
Am Osterbrauck, Hemer
Die Straße „Am Osterbrauck“ lag in einem Sumpfgebiet, was den Wortteil „-brauck“ erklärt. Im vorderen Wortteil ist entweder die Flussrichtung des Wassers aus dem Osten enthalten oder das Gebiet wurde wegen seiner selten Pflanzen der Göttin Ostara benannt. Bis heute ist die Vegetation in diesem Gebiet ungewöhnlich. An der Straße, die die nordwestliche Grenze Stübeckens bildet, liegen unter anderem eine Sporthalle und ein Kinderspielplatz.
Am Perick, Hemer
Die Straße „Am Perick“ liegt am gleichnamigen Berg westlich des Felsenmeers, nach dem sie auch benannt ist. Das Wort entwickelte sich aus dem ursprünglichen Ausdruck „bheregh“ für Berg. An der Straße im Südosten Oberhemers liegt der jüdische Friedhof Hemers.
Am Potthofe, Hemer
Der Straßenname „Am Potthofe“ bezeichnet Gärten, in denen so genannte Potten, Setzlinge in großen Tongefäßen, herangezogen wurden. An der Straße in Sundwig liegt die evangelische Christuskirche.
Am Querrücken, Hemer
Die Straße „Am Querrücken“ liegt wenige Meter von einem steilen Abhang entfernt, der vom Lauf des Hemer-Bachs aufwärts führt. Vor der Bebauung dieses Gebiets war so ein Rücken auf dem Anstieg zwischen Hemer-Bach und Hemerhardt sichtbar.
Am Roland, Hemer
Die Straße „Am Roland“ erhielt ihren Namen durch die Rodung der Fläche vor der Bebauung. Die Straße liegt direkt am Waldrand, im Süden Westigs.
Am Rosenhof, Hemer
Die Straße „Am Rosenhof“ ist nach einem Hof benannt, der bis etwa 1700 Hellingkloh hieß und dann von der Familie Rosenhof gekauft wurde. Die Familie hielt das Gut bis 1896 in Familienbesitz, der Name ist bis heute bestanden geblieben. Die Straße liegt in der Nähe des Hofes im Süden Stübeckens.
Am Schieferbruch, Hemer
Die Straße „Am Schieferbruch“ befindet sich in einem Gebiet im Süden Stübeckens, in dem früher Schiefer abgebaut wurde.
Am Schlehdorn, Ihmert
Die Straße „Am Schlehdorn“ ist nach dem Strauchgewächs Schlehdorn benannt. Die Straße liegt im Süden von Westendorf.
Am Schoppenweg, Deilinghofen
Die Straße „Am Schoppenweg“ hieß früher „Der zwei Schoppenweg“. An der Straße könnten damals entweder zwei Schuppen gestanden haben, oder es lag an einem Feld, aus dessen Ernte man zwei Strohbündel binden konnte. Die Straße liegt im Westen Deilinghofens.
Amselweg, Hemer
Der Amselweg ist nach dem in Hemer vorkommenden Singvogel Amsel benannt. An der Straße im östlichen Innenstadtbereich liegt ein Wald-Themenspielplatz. Bis zum Ende des Zweiten Weltkriegs hieß der Weg Danziger Straße.
Am Sinnerauwer, Hemer
Die Straße „Am Sinnerauwer“ ist nach früherer Industriebebauung benannt. Der Begriff setzt sich aus „sinner“ (Schlacke) und „auwer“ (Ufer) zusammen und führt zurück zur frühen Eisenverhüttung in diesem Gebiet in der Nähe des Hemer-Bachs. Die älteste Eisenhütte Hemers lag an der heutigen Straße „Am Sinnerauwer“. An der Straße befindet sich die katholische Pfarrkirche Christkönig.
Am Sommerholt, Hemer
Die Straße „Am Sommerholt“ ist nach ihrer Lage auf einem Südhang benannt, wodurch das Gebiet der Sonne (Sommer) zugewandt ist. Der Begriff „holt“ deutet auf einen kleinen Wald hin, der dort vor der Bebauung lag. Die Straße befindet sich in Stübecken.
Am Sonnenhang, Hemer
Die Straße „Am Sonnenhang“ ist nach ihrer Lage auf einem oftmals sonnigen Südhang in Stübecken.
Am Sonnenhang, Deilinghofen
Die Straße „Am Sonnenhang“ in Deilinghofen wurde 1975 in „Blumenhang“ umbenannt.
Am Steinbruch, Hemer
Die Straße „Am Steinbruch“ ist nach einem stillgelegten, nahe gelegenen Kalksteinbruch benannt, in dem in der ersten Hälfte des 18. Jahrhunderts Kalkstein abgebaut. Wenige Meter entfernt lag zudem ein Kalkofen. Die Straße befindet sich in Oberhemer.
Am Steinrücken, Hemer
Die Straße „Am Steinrücken“ lag oberhalb eines Kalksteinbruchs in Oberhemer und wurde 1975 in Lambergstraße umbenannt.
Am Tannenkopf, Hemer/Becke
Die Straße „Am Tannenkopf“ ist nach früherer Bepflanzung und der exponierten Lage benannt. Vor der Besiedlung des Gebiets wuchs dort vermutlich die Gemeine Fichte, die in Westfalen oft als Tanne bezeichnet wird. Die Straße führt aus Niederhemer nach Becke.
Am Teilfeld, Deilinghofen
Die Straße „Am Teilfeld“ ist nach der Teilung eines Felds in kleinere Parzellen benannt. Die Straße liegt im Westen Deilinghofens.
Am Tyrol, Hemer
Die Straße „Am Tyrol“ liegt ist nach einem hohen Wald („ho-loh“) benannt. Vor der Bebauung des Gebiets lag ein „Tyr-holoh“ (Zierwald) in diesem Gebiet. An der Straße in Niederhemer befindet sich der katholische Friedhof.
Am Urberg, Becke
Die Straße „Am Urberg“ ist nach dem feuchten Boden in diesem Gebiet benannt. Die Vorsilbe „Ur-“ bedeutet Wasser, der Urberg ist also ein feuchter Berg. Die Straße liegt in Urbecke.
Am Vogelsang, Deilinghofen
Der Straßenname „Am Vogelsang“ entstand vor der Besiedlung des Gebiets, als dort wilde Hecken wuchsen, in denen Vögel nisteten. Die Straße liegt im Südwesten Deilinghofens.
Am Voßholz, Hemer
Die Straße „Am Voßholz“ ist nach einem sumpfigen Waldgebiet benannt, das von der Straße begrenzt wird. Aus dem Begriff „fus(s)“ entwickelte sich die Vorsilbe „Voß-“, der Begriff Holz steht für Gehölz (Wald). Die Straße liegt im Norden von Stübecken.
Am Wäldchen, Ihmert
Die Straße „Am Wäldchen“ ist nach ihrer Lage an einem Waldgebiet im Südosten Ihmerts benannt.
Am Wernshagen, Hemer
Die Straße „Am Wernshagen“ ist nach einem abgetrennten Stück Land (Hagen) benannt, dessen frühere Nutzung nicht endgültig geklärt ist. Eine Möglichkeit ist die Herkunft vom Personennamen Werin, dem das Land früher gehörte. Der Begriff „wer(n)“ kann des Weiteren auf ein Sumpfgebiet hinweisen. Außerdem wurden Bänder mit „wern“ bezeichnet, die eine frühere Kultstätte abgrenzten. Bei Ausgrabungen wurde oberhalb der heutigen Straße Grabstätten und Wälle gefunden. Die Straße liegt an der nördlichen Grenze Niederhemers.
An den Buchen, Deilinghofen
Die Straße „An den Buchen“ in Apricke wurde 1975 in Dohlenweg umbenannt.
An der Fußgängerbrücke, Becke
Die Straße „An der Fußgängerbrücke“ liegt an einer Fußgängerbrücke, über die Radfahrer und Fußgänger die Bundesstraße 7 queren können.
An der Iserkuhle, Deilinghofen
Die Straße „An der Iserkuhle“ ist nach dem früheren Bergbau in diesem Gebiet benannt. Durch den Abbau von Eisenerz („isern“) entstand die Kuhle. An der Straße im Zentrum Deilinghofens liegt ein Kinderspielplatz.
An der Kalkegge, Ihmert
Die Straße „An der Kalkegge“ ist nach den Boden- und Reliefbegebenheiten in diesem Gebiet benannt. Die Straße liegt an einem langgezogenen Bergrücken (Egge), der in diesem Fall aus Kalk besteht. Das Kalkgestein wurde früher in der Nähe der heutigen Straße in einem Steinbruch abgebaut. Die Straße liegt in Ihmerterbach.
An der Landwehr, Deilinghofen
Die Straße „An der Landwehr“ ist nach ihrer Lage in der Nähe der Deilinghofer Landwehr benannt. Die Landwehr verlief von Habichtseil östlich vorbei an Deilinghofen bis nach Riemke. Die Straße „An der Landwehr“ liegt im Osten Deilinghofens.
An der Landwehr, Hemer
Die Straße „An der Landwehr“ in Hemer wurde 1947 in Lamferstraße umbenannt.
An der Litze, Hemer
Die Straße „An der Litze“ ist nach ihrer Lage an einem Berghang (althochdeutsch: „lita“) benannt. Die Straße liegt in Oberhemer und führt steil in Richtung Lamberg. An der Straße liegt das Gemeindehaus einer evangelisch-freikirchlichen Gemeinde.
An der Schleuse, Becke
Die Straße „An der Schleuse“ ist nach einer Schleuse in der Oese benannt, die parallel zur Straße verläuft. An der Schleuse wurde das Wasser gestaut und von einer Papierfabrik genutzt. Die Straße liegt im Ortsteil Oese.
An der Steinert, Hemer
Die Straße „An der Steinert“ ist nach ihrer früheren Nutzung als Ackerland („ard“) benannt. Der Boden war dabei steinig, so dass sich die Bezeichnung Stein-ard entwickelte. Die Straße liegt im westlichen Innenstadtbereich und führt zum neuen Marktplatz. An der Straße liegt die Wulfert-Grundschule, in der bis in die 1950er-Jahre das Friedrich-Leopold-Woeste-Gymnasium untergebracht war.
An der Werthwiese, Hemer
Die Straße „An der Werthwiese“ ist nach einer Insel (Werth) benannt, die früher von der Oese und einem Wassergraben umgeben war. Die Werthwiese war demnach eine Wiese in der Nähe oder auf dieser Insel. Die Straße liegt in Niederhemer an der Grenze zu Hemerhardt.
An der Windfuhr, Deilinghofen
Die Straße „An der Windfuhr“ ist nach einer früheren Eisenproduktion in diesem Gebiet benannt. Der Name entstand aus dem Begriff Windfiur (Windfeuer). Die Schmelzöfen lagen so, dass der Wind das Feuer möglichst effektiv anheizen kann. Die Straße liegt im Osten Deilinghofens.
Annoweg, Hemer
Der Annoweg ist nach dem Kölner Erzbischof Anno II. benannt, der das Kloster Grafschaft stiftete. In einer Urkunde des Klosters wurde Hemer 1072 erstmals als „Hademare“ genannt. Der Annoweg liegt in Hemerhardt.
Apricke, Deilinghofen
Der Straßen- und Ortsname Apricke gibt wahrscheinlich die Lage der Siedlung an. Die Ersterwähnung Aprickes liegt nach der des Nachbardorfs Riemke, sodass der Name Apricke vermutlich aus dem Ausdruck „ap der Riemke“ (auf der Riemke) entstanden ist. Die Straße durchquert die Ortschaft, den nördlichsten Ortsteil Deilinghofens.
Apricker Weg, Deilinghofen
Der Apricker Weg führt von Deilinghofen in nördlicher Richtung zum Ortsteil Apricke, nach dem er auch benannt ist. An der Straße liegt der Ernst-Loewen-Sportplatz.
Arndtstraße, Hemer
Die Arndtstraße ist nach dem deutschen Dichter und Politiker Ernst Moritz Arndt benannt, der vor allem politische Schriften und Volkslieder verfasste. Die Straße liegt im Südosten Westigs.
Auf dem Brauck, Hemer
Die Straße „Auf dem Brauck“ ist nach ihrer Lage oberhalb des Oesetals benannt. Die Bezeichnung Brauck entstand aus dem Wort „brôk“, das Sumpfgebiet bedeutet. Die Straße liegt in Höcklingsen und verläuft parallel zum Bach.
Auf dem Eikenufer, Hemer
Die Straße „Auf dem Eikenufer“ ist nach dem Eichenbewuchs oberhalb des Ufers des Sundwiger Bachs benannt.
Auf dem Hammer, Hemer
Der Straßenname „Auf dem Hammer“ geht auf die Industriegeschichte in diesem Teil Oberhemers zurück. Zu Beginn der Eisenverarbeitung lag dort ein manuell betriebener Hammer, der bald zu einem mechanischen erweitert wurde, den Namen jedoch behielt. 1745 entstand eine Messingschmelze mit vier Hämmern, 1880 ein Messinghammer. Später lag das Grohe-Firmengelände bis 1982 in diesem Gebiet.
Auf dem Höchsten, Ihmert
Die Straße „Auf dem Höchsten“ ist nach dem alten Begriff „host“ für Sumpf benannt. Aus der Form „Auf dem Hösten“ entwickelte sich schließlich die heute gültige Form mit etwas anderer Bedeutung. Die Straße liegt im Westen von Tütebelle.
Auf dem Hoeborn, Hemer
Die Straße „Auf dem Hoeborn“ ist nach einem der ältesten Bauernhöfe Hemers benannt. Der Name setzt sich dabei aus den Begriffen „hovet“ (Haupt-) und „born“ (Quelle). Die Straße liegt in Oberhemer.
Auf dem Hohenstein, Deilinghofen
Die Straße „Auf dem Hohenstein“ ist nach einem benachbarten, gut sichtbaren Kalksteinfelsen benannt. Die Straße liegt im Ortsteil Hohenstein.
Auf dem Kamp, Deilinghofen
Die Straße „Auf dem Kamp“ wurde zur kommunalen Neuordnung 1975 in Widumstraße umbenannt.
Auf dem Kamp, Ihmert
Die Straße „Auf dem Kamp“ ist nach einer Feldparzelle benannt (lat. „campus“), die vor der Besiedlung in diesem Gebiet lag. An der Straße im Westen von Bredenbruch befindet sich ein Kinderspiel- und Bolzplatz.
Auf dem Kliewe, Hemer
Die Straße „Auf dem Kliewe“ ist nach einem Abhang benannt, in dessen Nähe der Weg liegt. Die Bezeichnung geht auf den Begriff Kliff (steiler Abhang) zurück. Die Straße liegt auf dem Ebberg in Niederhemer.
Auf dem Lütgenstück, Ihmert
Die Straße „Auf dem Lütgenstück“ ist nach einer kleinen Landfläche benannt. Die Bezeichnung beruht auf dem Wort „lütt“ (klein). Die Straße liegt im Westen Bredenbruch.
Auf dem Schilk, Becke
Die Straße „Auf dem Schilk“ ist nach einem abgeteilten Stück Land benannt. Schilk hat ebendiese Bedeutung.
Auf dem Uhlenhof, Hemer
Die Straße „Auf dem Uhlenhof“ ist nach einem Hof in diesem früheren Sumpfgebiet benannt. Die Bezeichnung geht auf den Begriff „ule“ (Sumpf) zurück. Die Straße liegt in Oberhemer direkt am Ufer des Sundwiger Bachs, der später in die Oese übergeht. Das Gewässer überschwemmt bei Hochwassern die Straße bis heute.
Auf der Bredde, Ihmert
Die Straße „Auf der Bredde“ in Westendorf wurde nach der kommunalen Neuordnung 1975 in „Hagedorn“ umbenannt, um Verwechslungen mit der Breddestraße in Niederhemer zu vermeiden.
Auf der Hecke, Ihmert
Der Straßenname „Auf der Hecke“ ist auf die frühere Lage des Weges entlang von Hecken zurückzuführen. Die Straße liegt im Süden von Westendorf.
Auf der Schledde, Deilinghofen
Die Straße „Auf der Schledde“ ist nach der Schledden, einem Talgebiet benannt. Die Straße liegt im Westen von Apricke.
August-Hermann-Francke-Weg, Hemer
Der August-Hermann-Francke-Weg ist nach dem evangelischen Theologen August Hermann Francke, einem Hauptvertreter des Pietismus, benannt. Friedrich Leopold Woeste besuchte eine von Francke gegründete Lateinschule. Die Straße liegt im Norden von Stübecken.

### B
Bachstraße, Hemer
Die Bachstraße verläuft entlang des Westiger Bachs, der später in die Oese übergeht.
Bahnhofstraße, Hemer
Die L 683 heißt im Innenstadtbereich Bahnhofsstraße. An der Straße liegt der ehemalige Bahnhof und der Zentrale Omnibusbahnhof Hemers. Außerdem befinden sich dort verschiedene Einzelhandelsläden, das Hallenbad sowie die ehemalige Feuerwache.
Bäingsen, Deilinghofen
Der Orts- und Straßenname „Bäingsen“ geht auf die Ersterwähnung Bäingsens im Jahr 1237 als „Bedinchusen“ zurück. Für die Herkunft dieses Begriffes bestehen zwei Theorien. In einer Deutung ist vom Haus des Beio die Rede, die Alternative spricht für Häuser beim Bethaus („bede-hus“). Die zweite Interpretation erscheint wahrscheinlich, da das Gut inklusive einer Kirche 1237 an ein Kloster verkauft wurde. Bäingsen liegt im Osten Hemers, östlich der Nachbarortschaft Brockhausen.
Bäingser Weg, Deilinghofen
Der Bäingser Weg liegt im Hemeraner Ortsteil Brockhausen und führt bis nach Bäingsen. Die Straße wird in Deilinghofen als „Brockhauser Weg“ fortgeführt.
Balver Weg, Deilinghofen
Der Balver Weg führt aus Deilinghofen in südöstlicher Richtung zur Hemeraner Stadtgrenze mit Balve. Der Name setzt sich vermutlich aus den Begriffen „bâl“ (Scheiterhaufen, Grabstätte) und „leve“ (Grabhügel) zusammen und deutet auf keltische Grabstätten hin.
Baumhof, Deilinghofen
Der Straßenname „Baumhof“ geht auf eine Baumschule im Garten des Hauses Apricke zurück, auf dessen ehemaligen Gelände die Straße liegt. Das Gebiet liegt im Norden der Ortschaft.
Bautenheide, Deilinghofen
Die Straße „Bautenheide“ ist nach ihrem Zustand vor der Bebauung benannt. Der erste Wortteil stammt von „buten“ (draußen), eine Heide war ein wildes Buschland. Die Straße liegt im Westen von Hohenstein. Ein Teilstück der Bautenheide wurde 1975 in Talweg umbenannt.
Beckmerhagen, Frönsberg
Der Orts- und Straßenname „Beckmerhagen“ ist nach einem abgeteilten Stück Land (Hagen) benannt, das möglicherweise einem Mann namens „Beck“ gehörte. Alternativ könnte der Name auf eine frühere Kultstätte am Weg zwischen Sundwig und Neuenrade hindeuten. Die Straße liegt im gleichnamigen Ortsteil Beckmerhagen südlich von Frönsberg.
Beethovenstraße, Hemer
Die Beethovenstraße in der Innenstadt ist nach dem deutschen Komponisten Ludwig van Beethoven benannt und ist Standort eines katholischen Kindergartens.
Bembergstraße, Hemer
Die Bembergstraße ist nach dem nahe gelegenen Bemberg benannt, der nach seiner Vegetation, den Wiesen („been“, „benne“), benannt ist. Die Straße liegt in Hemerhardt.
Bergstraße, Hemer
Die Bergstraße liegt am Ebberg in Niederhemer und hat wegen ihrer Lage diesen Namen bekommen. An der Straße liegt die Pestalozzistraße, eine Förderschule mit Schwerpunkt Lernen, und eine Sporthalle.
Bergstraße, Hemer
Die Bergstraße in Wiehagen wurde 1935 in „Am Königsberg“ umbenannt.
Berliner Straße, Hemer
Die Berliner Straße ist nach der deutschen Hauptstadt Berlin benannt. An der Straße in Sundwig liegt die Freiherr-vom-Stein-Grundschule und ein Kinderspielplatz sowie eine Außenstelle der Volkshochschule und eine städtische Kindertageseinrichtung.
Betonstraße, Deilinghofen
Die Betonstraße führte vom Deilinghofer Ortskern aus zur englischen Kaserne. 1972 wurde sie in Europastraße benannt.
Birkenweg, Hemer
Der Birkenweg ist nach dem Laubbaum Birke benannt. An der Straße im Stübecken liegen die evangelische Kreuzkirche und eine städtische Kindertageseinrichtung.
Birkenweg, Ihmert
Der Birkenweg in Ihmert wurde im Zuge der Eingemeindung nach Hemer in „Hellkamp“ umbenannt.
Bismarckstraße, Hemer
Die Bismarckstraße war nach dem deutschen Reichskanzler Otto von Bismarck benannt. 1947 wurde sie in Vinckestraße umbenannt.
Blücher-Platz, Hemer
Der Blücher-Platz ist benannt nach dem preußischen Generalfeldmarschall Gebhard Leberecht von Blücher, der bereits Namensgeber der Blücher-Kaserne in Hemer war. Der Platz liegt auf dem Gelände der Landesgartenschau Hemer 2010 und wird erst danach offiziell Blücher-Platz heißen.
Blumenhang, Deilinghofen
Die Straße „Blumenhang“ ist nach den Gärten am Straßenrand benannt. Die Straße befindet sich im Südosten Deilinghofens und hieß bis 1975 wegen ihrer Lage „Am Sonnenhang“.
Bodelschwinghstraße, Becke
Die Bodelschwinghstraße ist nach dem evangelischen Theologen Friedrich von Bodelschwingh benannt, der die Bodelschwinghschen Anstalten Bethel begründete. An der Straße in Oese liegt eine evangelische Kirche, die ebenfalls nach Bodelschwingh benannt ist und ein evangelischer Kindergarten.
Bosselbar, Deilinghofen
Die Straße „Bosselbar“ liegt im Gebiet einer inzwischen nicht mehr existenten Wehranlage. Vermutlich geht der Name auf eine Böschung (Boschen) am Rand dieser Anlage zurück, die mit Strauchwerk gegen Eindringlinge geschützt war. An der Straße südlich des Deilinghofer Ortszentrums befindet sich ein Kinderspielplatz.
Brabeckstraße, Hemer
Die Brabeckstraße ist nach Jobst Edmund von Brabeck benannt. Als Besitzer von Haus Hemer stiftete er die Pfarrkirche St. Peter und Paul auf seinem Grundstück. Die Straße liegt in Hemerhardt.
Brahmsstraße, Hemer
Die Brahmsstraße ist nach Johannes Brahms, einem deutschen Komponisten der Romantik, benannt. Die Straße liegt östlich des Innenstadtbereichs.
Brandeiche, Deilinghofen
Die Straße „Brandeiche“ ist nach einer alten Eiche benannt, die nach der Besiedlung des Gebiets niederbrannte. Die Straße liegt im Südwesten Deilinghofens.
Bräucker Siepen, Hemer
Der Straßenname „Bräucker Siepen“ erhält zweifach Bestimmungen über die Bodenbeschaffenheit. Der Begriff „Brauck“ spricht für ein früheres Sumpfgebiet, ein Siepen ist ein sumpfiges Gelände. Später wurde der Weg in „Lange Rute“ umbenannt.
Bräuckerstraße, Hemer
Die Bräuckerstraße ist nach einem früheren Sumpfgebiet (Brauck) an dieser Stelle benannt. Eine Beratungsstelle des Hospizkreises Hemer befindet sich an der Bräuckerstraße im Südosten Niederhemers.
Breddestraße, Hemer
Die Breddestraße ist nach einer Bredde, einem nicht sehr langen, aber dafür relativ breiten Tal benannt, das im Westen Niederhemers verläuft. An der Straße liegt die Paracelsus-Klinik Hemer.
Breitenbruchweg, Ihmert
Der Breitenbruchweg im Ortsteil Bredenbruch hat die gleiche Wortbedeutung wie die Ortschaft selbst. Das Ihmerter Tal bildet in diesem Gebiet ein breites Tal. Der Begriff Bruch steht für ein Sumpfland, das inzwischen jedoch ausgetrocknet ist.
Brelen, Becke
Der Straßen- und Ortsname „Brelen“ wurde 1072 als Pretinholo erstmals erwähnt. Wie der Name entstanden ist, lässt sich inzwischen nicht mehr ermitteln. Heute ist Brelen ein Ortsteil von Hemer, der oberhalb der Edelburg liegt.
Breslauer Straße, Hemer
Die Breslauer Straße ist nach der Stadt Breslau (Polen), der Hauptstadt von Schlesien, benannt. Der Straßenname erinnert die Vertriebenen an ihre alte Heimat. Die Breslauer Straße liegt in Sundwig.
Brinkstraße, Ihmert
Die Brinkstraße liegt am „Brink“, dem Rand, der Siedlung. Die Straße liegt im Norden Ihmerts.
Brockhauser Weg, Deilinghofen
Der Brockhauser Weg führt aus Deilinghofen in Richtung Brockhausen. An der Straße liegt die Grundschule Deilinghofen sowie ein evangelischer Kindergarten. In Brockhausen wird die Straße als „Bäingser Weg“ fortgesetzt.
Brökelmannstraße, Hemer
Die Brökelmannstraße war ab 1947 für einige Jahre der Name der heutigen Wilhelm-Brökelmann-Straße.
Brucknerstraße, Hemer
Die Brucknerstraße ist nach dem österreichischen Komponisten Anton Bruckner benannt. Die Straße liegt im östlichen Innenstadtbereich.
Buchenweg, Hemer
Der Buchenweg ist nach dem Laubbaum Buche benannt. Die Straße liegt in Stübecken.
Burhahnstraße, Ihmert
Die Burhahnstraße liegt im Südwesten von Tütebelle und spricht für früheren Gemeindewald an dieser Stelle. Die Bezeichnung leitet sich ab von den Begriffen „bûr“ (Bauerschaft) und „hahn“ (Wald).
Bussardweg, Hemer
Der Bussardweg ist nach dem Jagdvogel Bussard benannt. Die Straße liegt im östlichen Innenstadtbereich.
Büttmecker Weg, Deilinghofen
Der Büttmecker Weg ist nach einer früheren Gerichtsstätte benannt, die in diesem Gebiet lag. Die Straße befindet sich im Westen Deilinghofens.

### C
Caller Straße, Hemer
Die Caller Straße führt innerhalb von Westig in Richtung des Iserlohner Ortsteils Calle, das bis 1929 zum Amt Hemer gehörte. Die Herkunft des Namens Calle lässt sich heute nicht mehr eindeutig klären. Die Bezeichnung könnte auf dem Wort „kallen“ (reden) zurückgehen, womit nach einer Deutung die Geräusche eines Baches gemeint sein könnte. Der Wortteil „call“ könnte des Weiteren ein Talgebiet bezeichnen, das von einem Bach durchflossen wird. Eine andere Interpretation erlaubt das lateinische Wort „calculus“ (Stein) und könnte auf Erzbergwerke in der Nähe Calles hinweisen.
Carl-Degen-Straße, Hemer
Die Carl-Degen-Straße war nach dem früheren Amtmann des Amtes Hemer Carl Degen benannt, der die Fusion von Hemer mit Sundwig, Westig und Landhausen organisierte. Seine Amtszeit dauerte von 1919 bis 1929. Die Carl-Degen-Straße bestand in den letzten Jahren der Weimarer Republik und wurde in der NS-Zeit in Richard-Wagner-Straße umbenannt.
Charlotte-Terheyden-Weg, Hemer
Die Straße ist nach der Hemeraner Stifterin Charlotte Terheyden geb. von den Becke benannt und liegt im Norden von Niederhemer.
Clara-Schumann-Straße, Hemer
Die Clara-Schumann-Straße ist nach der deutschen Komponistin und Pianistin Clara Schumann benannt und liegt im östlichen Innenstadt-Bereich Hemers.
Cranachstraße, Hemer
Die Cranachstraße ist nach dem deutschen Maler und Grafiker Lucas Cranach der Ältere, einem der Hauptvertreter der Renaissance, benannt. Die Straße liegt im östlichen Innenstadtbereich.

### D
Dahlienweg, Hemer
Der Dahlienweg ist nach der Blume Dahlie benannt. Die Straße liegt auf dem Gelände der Landesgartenschau 2010 und wurde nach Ende der Großveranstaltung offiziell in Dahlienweg benannt.
Danziger Straße, Hemer
Die Danziger Straße ist nach der polnischen Küstenstadt Danzig benannt. Der Straßenname soll Flüchtlinge und Vertriebene an ihre alte Heimat erinnern. An der Straße in Sundwig befinden sich eine Frauen- sowie eine Familienberatungsstelle.
Danziger Straße, Hemer
Die Danziger Straße wurde nach dem Ende des Zweiten Weltkriegs in Amselweg benannt.
Danziger Straße, Ihmert
Die Danziger Straße in Ihmert wurde zur kommunalen Neuordnung 1975 in Sternstraße umbenannt.
De-Fries-Straße, Hemer
Die De-Fries-Straße ist nach einer Industriellen-Familie benannt, die seit 1866 in Hemer lebte. Friedrich Wilhelm de Fries war Gemeindeverordneter und -vorsteher, seine Söhne Otto und Alfred de Fries initiierten den ersten sozialen Wohnungsbau in Hemer und ließen zwölf Wohnungsbauten in Niederhemer errichten. Die Straße befindet sich in der Nähe des ehemaligen Fabrikgeländes im Westen Niederhemers und in Hemerhardt.
Deilinghofer Straße, Hemer
Die Deilinghofer Straße verbindet die Hemeraner Innenstadt mit Deilinghofen und löste im Zuge der Landesgartenschau 2010 die bisherige Durchgangsstraße Ennertsweg ab.
Diekgrabener Weg, Ihmert
Der Diekgrabener Weg führt aus Tütebelle in den Hemeraner Ortsteil Diekgraben. Der Name ist gleichbedeutend mit dem Begriff „Teichgraben“.
Dohlenweg, Deilinghofen
Der Dohlenweg ist nach dem Rabenvogel Dohle benannt und liegt in Apricke.
Dorfstraße, Hemer
Die Dorfstraße ist als Durchfahrtsstraße des Dorfes Landhausen benannt. Die Ortschaft liegt im Nordwesten Hemers.
Doris-Ebbing-Straße, Hemer
Die Straße wurde 2014 nach der Hemeraner Bürgermeisterin Doris Ebbing (1938–2009) benannt. Die Doris-Ebbing-Straße liegt im Wohngebiet „Stadtterrassen“.
Drosselweg, Hemer
Der Drosselweg ist nach dem Singvogel Drossel benannt. An der Straße im östlichen Innenstadtbereich liegt ein Kinderspielplatz.
Droste-Hülshoff-Weg, Hemer
Der Droste-Hülshoff-Weg ist nach der deutschen Dichterin Annette von Droste-Hülshoff benannt und befindet sich im Westen von Oberhemer.
Drubbelhelle, Frönsberg
Der Straßenname „Drubbelhelle“ setzt sich aus den Begriffen „Drubbel“ und „helle“ (Abhang) zusammen. Die Straße liegt an einem Wald mit unregelmäßig gewachsenen Bäumen, die der Stelle ihren Namen gegeben haben könnten. Sie befindet sich im Süden von Heppingserbach.
Dulohstraße, Hemer
Die Dulohstraße führt zum Naturschutzgebiet „Duloh“ im Westen Hemers. Das Gebiet hieß vorher Dudeloh und setzte sich aus den Begriffen „dude“ (Schilf) und „loh“ (Wald) zusammen. Die Wiesenfläche könnte demnach früher ein sumpfiges Waldgebiet gewesen sein.
Dürerstraße, Hemer
Die Dürerstraße ist benannt nach dem deutschen Maler Albrecht Dürer, der dem Humanismus zuzuordnen ist. Sie liegt im Osten der Innenstadt.

### E
Ebberg, Hemer
Der Straßenname „Ebberg“ geht auf den Begriff „ewel“ (Ewigkeit, altes Gesetz) zurück, was darauf schließen lässt, dass der Ebberg früher eine Gerichts- oder Kultstätte war.
Edelburg, Becke
Der Straßen-, Orts- und Gutsname „Edelburg“ geht auf die Bezeichnung „Erleborgh“ zurück, da der Gebäudekomplex in einem Ehrenbruchwald lag. Der Ortsteil liegt im Norden Hemers an der Stadtgrenze zu Menden.
Edmund-Weller-Straße, Hemer
Die Edmund-Weller-Straße ist nach dem Wehrmachtsoffizier Edmund Weller benannt, der im Zweiten Weltkrieg im Stalag VIa stationiert war. Edmund Weller behandelte die Gefangenen mitmenschlich und schritt den einmarschierenden US-Streitkräften entgegen, um ein Blutbad im Stammlager zu verhindern. Die Straße liegt auf dem Gelände des ehemaligen Kriegsgefangenenlagers und wurde nach Ende der Landesgartenschau 2010 in Edmund-Weller-Straße umbenannt. An der Edmund-Weller-Straße liegt die Regenbogenschule des Märkischen Kreises mit Förderschwerpunkt Sprache.
Eichenhohl, Ihmert
Der Name „Eichenhohl“ bedeutet Eichengehölz und ist damit der heutigen Bepflanzung an dieser Stelle nachempfunden. Die Straße liegt in Tütebelle. Sie wurde 1975 umbenannt und hieß zuvor „In den Erlen“.
Eichenweg, Hemer
Der Eichenweg ist nach dem Laubbaum Eiche benannt. Die Straße liegt in Stübecken.
Elfenfohren, Ihmert
Der Straßen- und Ortsname „Elfenfohren“ steht möglicherweise für elf Furchen („Eilf-Fohren“), in die das Land eingeteilt war. Alternativ könnten Nebelschwaden über dem Tal als eine Gruppe schwebender Elfen gesehen werden.
Elsa-Brandström-Straße, Hemer
Die Elsa-Brandström-Straße in der Innenstadt ist nach der Schwedin Elsa Brändström benannt, die für ihren wohltätigen Einsatz in russischen Kriegsgefangenenlagern im Ersten Weltkrieg als „Engel von Sibirien“ bekannt ist. An der Straße liegen ein Fabrikgebäude und die alte Feuerwache, die ab 2010 einem Fachmarktzentrum weichen sollen.
Emil-Nensel-Straße, Hemer
Die Emil-Nensel-Straße liegt im Wohngebiet „Stadtterrassen“ auf dem Gelände des ehemaligen Kriegsgefangenenlagers Stalag VI a. Sie wurde 2014 nach dem langjährigen Vorstandsmitglied des Vereins für Hemeraner Zeitgeschichte Emil Nensel († 2011) benannt, der wesentlich an der Aufarbeitung der Lagergeschichte beteiligt war.
Englandstraße, Deilinghofen
Die Englandstraße dem britischen Landesteil England benannt. Im Gebiet der heutigen Straße waren in Zeiten des Kalten Krieges britische Truppen stationiert. An der Englandstraße liegt ein Dirt-Park.
Ennertsweg, Hemer
Der Ennertsweg ist nach der Flur „Auf der Ennert“ benannt, die deren Name im 16. Jahrhundert aufkam und damals die Grenze des Siedlungsgebiets von Hemer bildete. Die Bezeichnung „Ennert“ vereint die Wortteil Ende und „ard“ (Acker). Der Ennertsweg war bis 2009 die Verbindungsstraße zwischen der östlichen Hemeraner Innenstadt und Deilinghofen. Im Zuge der Bauarbeiten zur Landesgartenschau wurde die Straße abgebunden und wird ab dem Herbst 2010 von der neuen Deilinghofer Straße ersetzt.
Erlenweg, Hemer
Der Erlenweg ist nach dem Laubbaum Erlen benannt. Die Straße liegt in Stübecken.
Ernst-Giese-Straße, Hemer
Die Ernst-Giese-Straße ist nach dem Westiger Fabrikanten Ernst Giese benannt, der ein gleichnamiges Drahtwerk führte. Unter seiner Führung entwickelte sich das von seinem Vater gegründete Unternehmen in den ersten Jahrzehnten des 20. Jahrhunderts zu einem weltweit agierenden Betrieb. In den 1980er-Jahren musste die Fabrik schließen. Die Ernst-Giese-Straße liegt im Westen von Westig.
Ernst-Stenner-Straße, Hemer
Die Ernst-Stenner-Straße ist nach Ernst Stenner benannt, der von 1919 bis 1929 Gemeindevorsteher von Westig war. In seiner Amtszeit trieb er die Fusion der Gemeinden Hemer, Westig, Sundwig und Landhausen zur Großgemeinde Hemer voran. Außerdem stellte er ein Grundstück zum Bau eines Ehrenmals zur Verfügung, das noch heute zwischen Loh- und Iserlohner Straße liegt. Die Ernst-Stenner-Straße liegt in Westig und erschließt seit 1968 das Gewerbegebiet Eisenbahnschleife.
Eserkamp, Deilinghofen
Die Straße „Eserkamp“ ist nach einer Eisenerzfundstätte benannt, die früher in diesem Gebiet lag. Der Wortteil „Eser-“ bedeutet Eisen, ein Kamp ist ein von Wällen begrenztes Stück Land und geht auf den lateinischen Begriff „campus“ (Feld) zurück. Die Straße liegt im Südwesten Deilinghofens.
Eupener Straße, Hemer
Die Eupener Straße wurde nach der Stadt Eupen in Belgien benannt. Nach dem Zweiten Weltkrieg wurde ein Teil in Albert-Schweitzer-Straße, der andere Part in Von-Eichendorff-Weg umbenannt.
Europastraße, Deilinghofen
Die Europastraße ist nach dem Kontinent Europa benannt und liegt in Deilinghofen im ehemaligen englisch-kanadischen Kasernengebiet. An der Europastraße liegen ein Jedermann-Sportplatz und der Ernst-Loewen-Sportplatz. Außerdem befand sich an der Straße eine inzwischen abgerissene Eissporthalle, an deren Stelle nun ein ECD-Denkmal liegt.

### F
Falkenhorst, Deilinghofen
Die Straße „Falkenhorst“ in Apricke wurde im Zuge der Eingemeindung nach Hemer 1975 in Fuchsweg umbenannt.
Falkenweg, Hemer
Der Falkenweg ist nach dem Jagdvogel Falke benannt. Die Straße liegt im östlichen Innenstadtbereich.
Feldstraße, Hemer
Die Feldstraße ist nach einem unkultivierten Feld benannt, in das die Straße früher führte. Die Straße liegt westlich der Hemeraner Innenstadt. An der Feldstraße befindet sich eine Kindertagesstätte.
Felsenmeerstraße, Hemer
Die Felsenmeerstraße ist nach dem einzigartigen Geotop Felsenmeer benannt, das zwischen Sundwig, Hemer und Deilinghofen liegt. Die Straße führt aus Sundwig zum Felsenmeer, unter anderem auch an der Heinrichshöhle vorbei.
Fichtestraße, Hemer
Die Fichtestraße ist nach dem Philosophen Johann Gottlieb Fichte benannt, einem der Hauptvertreter des Deutschen Idealismus. Die Straße liegt im Osten Westigs und in Oberhemer. Die Fichtestraße hieß erst Verbindungsstraße, wurde 1938 in Kantstraße und zehn Jahre später in Fichtestraße umbenannt.
Finkenweg, Hemer
Der Finkenweg ist nach dem Singvogel Fink benannt. Die Straße liegt im östlichen Innenstadtbereich und hieß bis 1945 Posener Straße.
Fliednerweg, Hemer
Der Fliednerweg ist nach dem evangelischen Theologen Theodor Fliedner benannt, dem Gründer der Kaiserswerther Diakonie. Die Straße liegt im Nordosten von Stübecken.
Forsthausweg, Frönsberg
Der Forsthausweg verläuft entlang des Stephanopeler Tals und führt zu einem Forsthaus, nach dem er benannt ist. Der Weg liegt im Ortsteil Frönsberg, östlich von Heppingserbach und südlich von Ispei.
Forstweg, Deilinghofen
Der Forstweg führt in einen Wald, nach dem er benannt ist. Die Straße im Ortsteil Brockhausen hieß bis 1975 Waldweg.
Franz-Schubert-Straße, Hemer
Die Franz-Schubert-Straße ist nach dem österreichischen Komponisten Franz Schubert benannt. Die Straße liegt im östlichen Innenstadtbereich.
Friedensstraße, Hemer
Die Friedensstraße liegt im Osten Westigs und führt zum Waldfriedhof, der ihr seinen Namen gibt. 1935 wurde die Friedhofstraße in Friedensstraße umbenannt. An der Friedensstraße liegt ein Kinderspielplatz.
Friedhofstraße, Hemer
Die Friedhofstraße in Westig wurde 1935 in Friedensstraße umbenannt.
Friedrich-Grohe-Straße, Hemer
Die Friedrich-Grohe-Straße ist nach dem Hemeraner Ehrenbürger Friedrich Grohe, dem langjährigen Geschäftsführer der Armaturenfabrik Grohe benannt. Die Straße liegt in Oberhemer auf dem ehemaligen Grohe-Werksgelände.
Friedrich-List-Straße, Hemer
Die Friedrich-List-Straße ist nach dem Wirtschaftstheoretiker Friedrich List benannt, der die moderne Volkswirtschaftslehre mitbegründete. Die Straße lag im Stadtzentrum Hemers und wurde mit der Umwandlung der Innenstadt in eine Fußgängerzone überbaut. Der inoffizielle Name Friedrich-List-Platz im ehemaligen Gebiet der gleichnamigen Straße blieb bis heute bestehen.
Friedrich-Wern-Straße, Hemer
Die Friedrich-Wern-Straße ist nach dem Hemeraner Ehrendechant Friedrich Wern benannt, der ab 1932 Pfarrer und Dechant in Westig war. 1953 ging er vier Wochen vor seinem Tod in den Ruhestand. Die Friedrich-Wern-Straße liegt in Niederhemer in der Nähe des katholischen Friedhofs, auf dem er beerdigt wurde.
Fromersbert, Frönsberg
Der Straßenname „Fromersbert“ war seit dem 16. Jahrhundert der Ortsname des heutigen Frönsberg, wo die Straße auch liegt. Die Bezeichnung geht auf die Begriffe „frõio“ (Herr) und „pert“ (Wald) zurück, Frönsberg bedeutet demnach „Wald, der einem (Lehns-)Herrn gehört“.
Frönsberger Straße, Hemer
Die Frönsberger Straße führte von Westig aus in Richtung Frönsberg und wurde mit der kommunalen Neuordnung in Rückertstraße umbenannt.
Frönsberger Straße, Ihmert/Frönsberg
Die Frönsberger Straße verbindet die Ortsteile Bredenbruch, Wachmecke und Frönsberg. An der Straße liegt die Hans-Prinzhorn-Klinik für Psychiatrie.
Fuchsweg, Deilinghofen
Der Fuchsweg ist nach dem Säugetier Fuchs benannt und liegt in Apricke.

### G
Gartenstraße, Hemer
Die Gartenstraße ist nach Gärten benannt, die früher an dieser Stelle angelegt waren. Die Straße liegt in Sundwig.
Gaxberger Weg, Hemer
Der Gaxberger Weg führt von Stübecken aus auf den Gaxberg, nach dem er auch benannt ist. Der Gaxberg erhielt seinen Namen durch seine Bodenbeschaffenheit vom Begriff „gag“ für Sumpf. Am Gaxberger Weg liegt ein Bolzplatz.
Geitbecke, Hemer
Der Straßenname „Geitbecke“ ist nach einem Sumpfgebiet („get“) in der Nähe benannt. Das Wortteil „-becke“ ist auf den benachbarten Bach Oese zurückzuführen. Geitbecke ist ein Teil der K 16, an der Straße liegen die katholische Pfarrkirche St. Peter und Paul, das Haus Hemer und ein katholischer Kindergarten.
Gerrit-Engelke-Weg, Hemer
Der Gerrit-Engelke-Weg ist nach dem deutschen Arbeiterdichter Gerrit Engelke benannt. Die Straße liegt in Stübecken.
Ginsterweg, Hemer
Der Ginsterweg ist nach der Pflanzenart Ginster benannt und liegt in Stübecken.
Glüsingweg, Hemer
Der Glüsingweg ist nach einer früheren Opferstätte in diesem Bereich benannt. Der Name beruht auf dem Begriff „glüse“ (Leuchtfeuer). Der Glüsingweg liegt im Südwesten Wiehagens.
Goethestraße, Hemer
Die Goethestraße ist nach dem deutschen Schriftsteller und Dichter Johann Wolfgang von Goethe benannt. Die Straße liegt in Westig.
Goldacker, Deilinghofen
Die Straßenname „Goldacker“ beruht auf der Wortteilen „Gold“ zur Beurteilung einer Güte und „Acker“ für ein Ackerland. Der Goldacker war als ein Ackerland mit bestimmter Güte. Die Straße liegt im Zentrum Deilinghofens.
Goyastraße, Becke
Die Goyastraße ist nach dem spanischen Maler Francisco de Goya benannt und liegt in Urbecke.
Grafschaftsweg, Hemer
Der Grafschaftsweg ist nach dem Kloster Grafschaft im Sauerland benannt, in dessen Gründungsurkunde 1072 auch Hemer erstmals als „Hademare“ erwähnt wurde.
Grüner Brink, Deilinghofen
Die Straße „Grüner Brink“ ist nach der alten Flur „Brink“ (Rand) benannt. Die Straße liegt am westlichen Rand Deilinghofens.
Grüner Weg, Deilinghofen
Der Grüne Weg in Deilinghofen wurde auf früherem Grünland errichtet.
Grünewaldstraße, Hemer
Die Grünewaldstraße ist nach dem deutschen Maler Matthias Grünewald benannt und liegt im östlichen Innenstadtbereich.
Gustav-Reinhard-Straße, Hemer
Die Gustav-Reinhard-Straße ist nach dem Hemeraner Fabrikanten Gustav Reinhard benannt, der 1869 gemeinsam mit seinem Bruder Julius die Papierfabrik Gebrüder Reinhard gründete. Neben seinen wirtschaftlichen Tätigkeiten war er ab 1889 letzter Gemeindevorsteher Niederhemers bis zu dessen Zusammenschluss mit Oberhemer. Die Papierfabrik ging 1988 in der Papier Union auf. Die Gustav-Reinhard-Straße liegt in Niederhemer in der Nähe des ehemaligen Werksgeländes. An der Straße liegt die Felsenmeerschule mit Förderschwerpunkt körperliche und motorische Entwicklung.

### H
Haarweg, Hemer
Der Haarweg ist nach seiner Lage auf einer dammartigen Anhöhe (Haar) benannt. Die Straße liegt in Hemerhardt. Der östliche Teil des Haarwegs wurde Anfang des 21. Jahrhunderts in Klaus-Funke-Straße umbenannt.
Habichtseil, Deilinghofen
Der Straßen- und Ortsname „Habichtseil“ ist nach der Bodenbeschaffenheit der Gegend benannt. Die Bezeichnung beruht auf den Begriffen „havek“ (Wasser) und „seli“ (Saal, Haus) und bedeutet demnach „Haus beim Wasser“. Der Deilinghofer Ortsteil Habichtseil liegt südöstlich der Ortsmitte.
Habichtweg, Hemer
Der Habichtweg ist nach dem Greifvogel Habicht benannt. Die Straße liegt im östlichen Innenstadtbereich.
Hademareplatz, Hemer
Der Hademareplatz ist nach dem ältesten bekannten Namen Hemers benannt. In einer Urkunde an das Kloster Grafschaft trat die Namensform Hademare 1072 erstmals auf. Die Bezeichnung setzt sich aus den Begriffen „had(e)“ (Wasser, Sumpf) und „mare“ (Sumpfstelle) zusammen. Der Name bildet damit eine Tautologie und betont damit die feuchten und sumpfigen Bodenverhältnisse in der Gegend. Am Hademareplatz in der Innenstadt befindet sich das Rathaus und ein Kinderspielplatz.
Hagedorn, Ihmert
Die Straße „Hagedorn“ ist nach der Strauchart Hagedorn benannt. Nach der kommunalen Neuordnung erhielt die Straße in Westendorf, die zuvor den Namen „Auf der Bredde“ trug, ihre heutige Bezeichnung.
Hans-Meyer-Straße, Hemer
Die Straße ist nach dem Hemeraner Altbürgermeister Hans Meyer benannt und liegt im Neubaugebiet Geitbecke.
Hardthöhe, Deilinghofen
Der Straßenname „Hardthöhe“ ist nach der Lage des Weges auf einer dammartigen Anhöhe (Hardt) benannt. Die Straße liegt im Nordwesten von Apricke.
Harkortstraße, Hemer
Die Harkortstraße ist nach dem Unternehmer und Politiker Friedrich Harkort benannt, der als Industrie- und Bahnpionier sowie als Sozialpolitiker aktiv war. Die Straße liegt im Westen von Wiehagen in der Nähe der Stadtgrenze zu Iserlohn und hieß bis 1947 Moltkestraße.
Hasenwinkel, Ihmert
Die Straße „Hasenwinkel“ lag früher am Waldrand im Lebensraum vieler Hasen. Die Straße liegt in Westendorf.
Haßbergstraße, Ihmert
Die Haßbergstraße verläuft durch den Hemeraner Ortsteil Im Hasberg. Der Begriff setzt sich zusammen aus „hass“ (Sumpf) und Berg, so dass das Gelände früher wohl ein sumpfiger Berg war. An der Haßbergstraße liegen die evangelische Ihmerter Kirche, ein Sportplatz und die Gemeindehalle.
Hauptstraße, Hemer
Die Hauptstraße verläuft durch das Stadtzentrum Hemers und ist teilweise als Fußgängerzone ausgewiesen. An der Hauptstraße liegen zahlreiche öffentliche Einrichtungen wie die Stadtbücherei, die Volkshochschule, die Musikschule und die Feuerwache der Stadt Hemer. 1935 wurde die Hauptstraße in Hindenburgstraße umbenannt, nach dem Zweiten Weltkrieg erhielt sie wieder ihren alten Namen. Wenig später wurde die Hauptstraße um die Westiger Straße, die bis zur Kreuzung mit der Altenaer Straße führt, erweitert. Die Hauptstraße besitzt in weiten Teilen den Status einer Landesstraße.
Hedhofstraße, Hemer
Die Hedhofstraße ist nach einem Oberhof benannt, der bereits bei der urkundlichen Ersterwähnung Hemers 1072 bestand. Der Hedhof lag im heutigen Innenstadtbereich und bestand bis ins 18. Jahrhundert, als Teile der damaligen Gebäude von der Besteckfabrik „Clarfeld & Springmeyer“ genutzt wurden. Die Straße liegt im westlichen Innenstadtbereich.
Hedsiepen, Hemer
Der Straßenname „Hedsiepen“ ist nach der Bodenbeschaffenheit in der Gegend benannt. Ein Siepen bezeichnet ein Sumpfland, die Bezeichnung „Hed“ geht auf Heide zurück und steht für unkultiviertes Land. Die Straße liegt in Hemerhardt
Heide, Ihmert
Der Straßen- und Ortsname „Heide“ ist nach der früheren Beschaffenheit der Gegend als unkultiviertes Land benannt. Der Ortsteil Heide liegt im Südosten des Stadtgebiets.
Heidermühle, Ihmert
Der Straßen- und Ortsname „Heidermühle“ ist nach einer 1848 eingerichteten Kornmühle benannt, die von den Bauern der benachbarten Ansiedlung Heide genutzt wurde. Der Ortsteil Heidermühle liegt im Südosten des Stadtgebiets in der Nähe der Stadtgrenze zu Balve.
Heinrich-Goswin-Straße, Ihmert
Die Heinrich-Goswin-Straße ist nach dem Ihmerter Fabrikanten Heinrich Goswin benannt, der in der frühen Nachkriegszeit für einige Jahrzehnte Gemeinderatsmitglied und stellvertretender Bürgermeister von Ihmert war. Heinrich Goswin war Heimatpfleger und unter anderem Vorsitzender und Ehrenvorsitzender des Bürgerschützenvereins. An der Heinrich-Goswin-Straße liegt die Ihmerter Grundschule, weshalb sie bis zur kommunalen Neuordnung 1975 Schulstraße hieß. Außerdem befinden sich eine neuapostolische Kirche und ein Kinderspielplatz an der Straße.
Heinrich-Lersch-Weg, Hemer
Der Heinrich-Lersch-Weg ist nach dem deutschen Arbeiterdichter Heinrich Lersch benannt. An der Straße in Stübecken liegt ein Spielplatz.
Heinrich-Nuttebaum-Straße, Hemer
Die Heinrich-Nuttebaum-Straße ist benannt nach dem Arzt Heinrich Nuttebaum, der während des Zweiten Weltkriegs Chefarzt des Hemeraner Marien-Hospitals war. Heinrich Nuttebaum wirkte im Versteckten gegen das nationalsozialistische Regime. Die Straße liegt auf dem Gelände des ehemaligen Stalags VI a im Wohngebiet „Stadtterrassen“ und wurde nach Ende der Landesgartenschau 2010 offiziell in Heinrich-Nuttebaum-Straße benannt.
Heisterbusch, Deilinghofen
Der Straßenname „Heisterbusch“ ist nach einem nahe gelegenen Wald benannt, der noch aus jungen Pflanzen (Heistern) besteht. Die Straße liegt im Osten Deilinghofens.
Heithofstraße, Hemer
Die Heithofstraße wurde 1935 in Hedhofstraße umbenannt. Beide Begriffe verweisen auf den Hemeraner Oberhof Hedhof, der 1072 erstmals urkundlich erwähnt wurde. Inzwischen ist der Name Hedhof gebräuchlicher.
Hellestraße, Ihmert
Die Hellestraße ist nach ihrer Lage am östlichen Abhang (Helle) des „Sülberger Kopps“ benannt. Der Weg verläuft von Norden nach Süden durch Bredenbruch. An der Hellestraße liegt die katholische Pfarrkirche St. Marien.
Hellkamp, Ihmert
Der Straßenname „Hellkamp“ bedeutet „Land am Hang“. Die Straße liegt an einem Hang in Tütebelle. Vor der kommunalen Neuordnung trug die Straße den Namen Birkenweg.
Hembecker Weg, Deilinghofen
Der Hembecker Weg ist nach der Bodenbeschaffenheit der Gegend benannt. Die Bezeichnung setzt sich aus den Begriffen „ham“ (Wiese) und „becke“ (Bach) zusammen und bedeutet demnach Wiesenbach. Der Ortsteil Hembecke liegt südlich von Hohenstein im Süden Deilinghofens.
Heppingsen, Frönsberg
Der Straßen- und Ortsname „Heppingsen“ ist nach einem Hof („-haus(en)“) benannt, an dem Hagebutten („hepe“) wuchsen. Ursprünglich hieß die Ansiedlung „Heppinckhysen“. Die Straße führt von Frönsberg über den Ortsteil Heppingsen nach Heppingserbach. An der Straße liegt ein städtischer Friedhof.
Heppingserbach, Frönsberg
Der Straßen- und Ortsname „Heppingserbach“ basiert auf der Lage der Ansiedlung am Heppingser Bach. Die Straße liegt im gleichnamigen Ortsteil Heppingserbach und hieß bis 1975 noch „Rohland“
Hermann-Claudius-Weg, Hemer
Der Hermann-Claudius-Weg ist nach dem deutschen Lyriker Hermann Claudius benannt. Die Straße liegt in Stübecken.
Hermann-Göring-Straße, Hemer
Die Hermann-Göring-Straße bestand bis 1945 und wurde nach Kriegsende in „Am Haseloh“ umbenannt.
Hermann-von-der-Becke-Straße, Hemer
Die Hermann-von-der-Becke-Straße ist nach Hermann von der Becke benannt, der von 1890 bis zu seinem Tod 1900 Ehrenamtmann von Hemer war. Die Straße liegt im westlichen Innenstadtbereich.
Heßufer-Straße, Hemer
Die Heßufer-Straße war bis zur Umbenennung der Name der Straße „Am Heßufer“.
Heukopfstraße, Ihmert
Die Heukopfstraße erhielt ihren Namen durch den Begriff „hoyen“ (hüten), denn früher weideten auf diesem Gelände regelmäßig Tiere. Die Straße liegt im Osten von Ihmert.
Heuweg, Deilinghofen
Der Heuweg ist nach seiner früheren Funktion benannt. Der Weg wurde genutzt, um Tiere auf den nahe gelegenen Ostenberg zu treiben (Hudeweg). Die Straße liegt im Osten Deilinghofens.
Hinter dem Knapp, Hemer
Die Straße „Hinter dem Knapp“ in Westig wurde im Zuge der kommunalen Neuordnung 1975 in Otto-Rentzing-Straße umbenannt, um Verwechslungen mit der Straße „Am Knapp“ in Deilinghofen zu vermeiden.
Hochgiebelweg, Frönsberg
Der Hochgiebelweg ist nach seiner Lage am Hochgiebel (482 Meter), einem Berg im Südosten des Hemeraner Stadtgebiets, westlich von Nieringsen und östlich von Winterhof, benannt. Der Begriff „Giebel“ bezeichnet eine Anhöhe.
Höcklingser Weg, Hemer
Der Höcklingser Weg führt von der Innenstadt aus nach Höcklingsen. Der Ortsname ist nach dem Männernamen Hoko, einem der ersten Bewohner des Hauses Höcklingsen, benannt. Höcklingsen bedeutet demnach „Haus des Hoko“. An der Straße liegt eine Kriegsgräberstätte.
Höhlenpfad, Hemer
Der Höhlenpfad ist ein Fuß- und Radweg im Norden Sundwigs, der von der Heinrichshöhle und der Alten Höhle vorbeiführt. Er liegt damit im Norden Sundwigs.
Holbeinstraße, Hemer
Die Holbeinstraße ist nach dem Maler Hans Holbein dem Jüngeren benannt, dem Hofmaler des englischen Königs Heinrich VIII. An der Holbeinstraße im östlichen Innenstadtbereich befindet sich ein Bolzplatz.
Hollacker, Deilinghofen
Der Straßenname „Hollacker“ ist nach einem Ackerland benannt, das vor der Bebauung an dieser Stelle lag. Für die Vorsilbe „Holl-“ gibt es zwei Deutungsvarianten. Zum einen könnte die Bezeichnung auf dem Begriff „holt“ (Holz) basieren, das Gebiet könnte demnach durch Rodung zum Acker geworden sein. Alternativ könnte die Bezeichnung auf dem Wort „holle“ (Ackereinteilung) beruhen und Hollacker also eine abgeteilte Ackerfläche bezeichnen. Die Straße liegt nördlich des Deilinghofer Stadtzentrums und hieß bis zur kommunalen Neuordnung 1975 noch Mendener Weg.
Höllbergstraße, Ihmert
Die Höllbergstraße wurde 1968 in „Am Habuch“ umbenannt, um Verwechslungen mit der Straße „Am Höllberg“ auszuschließen.
Holmecker Weg, Ihmert
Der Holmecker Weg führt aus dem Ortsteil Im Hasberg nach Holmecke, wonach die Straße auch benannt ist. Die Bezeichnung Hollmecke deutet auf gerichtliche Zweikämpfe in diesem Gebiet oder alternativ auf einen sumpfigen Berghang hin.
Hönnetal, Deilinghofen
Der Weg „Hönnetal“ liegt im Tal der Hönne im gleichnamigen Hemeraner Ortsteil Hönnetal.
Hönnetalstraße, Hemer/Deilinghofen
Die Hönnetalstraße verbindet als L 682 Oberhemer, Sundwig und Deilinghofen mit dem Hönnetal, wo sie auf die Bundesstraße 515 trifft.
Hugo-Banniza-Straße, Hemer
Die Hugo-Banniza-Straße ist nach dem Hemeraner Heimatforscher Hugo Banniza benannt. Die Straße liegt im östlichen Innenstadtbereich.
Hüingsen, Ihmert
Der Straßen- und Ortsname „Hüingsen“ geht auf die Bezeichnung „Hodinchusen“ zurück, die sich aus den drei Begriffen „hod“ (Wasserlache), „ing(en)“ (Wiese) und „husen“ (Haus) zusammensetzt. Hüingsen ist demnach ein „Haus bei der nassen Wiese“. Die Ansiedlung liegt im Südosten des Stadtgebiets in der Nähe der Stadtgrenze zu Balve und Neuenrade.
Hültershagen, Ihmert
Der Straßen- und Ortsname „Hültershagen“ geht auf eine Familie Hülter zurück, die früher in diesem Gebiet gelebt hat. Ein Hagen bezeichnet ein eingehegtes Stück Land. Der Ortsteil Hültershagen befindet sich im Südosten des Hemeraner Stadtgebiets.
Hüttenstraße, Hemer
Die Hüttenstraße ist nach der heutigen Maschinenfabrik Sundwiger Eisenhütte benannt, in der ab 1650 Eisenerz aus dem Felsenmeer verhüttet wurde. Die Straße liegt in Wenhagen.

### I
Ihmerter Mühle, Ihmert
An der heutigen Straße „Ihmerter Mühle“ wurde zwischen 1829 und 1830 eine Mühle errichtet, weshalb die Straße bis zur Eingemeindung nach Hemer 1975 Mühlenstraße hieß. Sie liegt im Osten von Im Hasberg.
Ihmerter Ort, Ihmert
Die Straße „Ihmerter Ort“ liegt nördlich von Ihmerterbach. Der Begriff „Ort“ nimmt hier die Bedeutung Rand ein, denn die Siedlung liegt an der nördlichen Grenze Ihmerts.
Ihmerter Straße, Ihmert
Die L 683 führt als Ihmerter Straße durch Bredenbruch, Ihmerterbach und Ihmert. Im Norden geht sie in die Altenaer Straße über, im Süden wird sie auf Altenaer Stadtgebiet fortgesetzt. An der Ihmerter Straße liegen unter anderem in Bredenbruch das evangelische Gemeindezentrum und ein evangelischer Kindergarten sowie in Ihmert ein städtischer Friedhof. Für den Namensherkunft Ihmerts gibt es zwei Theorien. Friedrich Leopold Woeste weist auf den früheren Namen „Eimert“ (Immonbracht) hin. Immo bezeichnet eine Person, Bracht erklärt er als „Neubruchland“, sodass Ihmert eine von Immo angelegte landwirtschaftliche Siedlung in sumpfigem Gelände sein könnte. Andere Deutungen sehen die Herkunft in den Begriffen „ede“ (Sumpf) und „mert“ (Hang, „mert“ kann aus Bracht entstanden sein), also einem sumpfigen Gelände zwischen steilen Hängen.
Ihmerter Weg, Ihmert
Der Ihmerter Weg führt aus nordwestlicher Richtung von der Iserlohner Stadtgrenze nach Westendorf und Ihmert.
Im Alten Garten, Ihmert
An der Straße „Im Alten Garten“ lagen vor deren Bebauung tatsächlich Gärten und Äcker. Die Straße befindet sich im Norden von Westendorf.
Im Baukeloh, Deilinghofen
Der Straßenname „Im Baukeloh“ setzt sich aus den Begriffen „buoke“ (Buche) und „loh“ (Wald) zusammen, da sich die Straße in ehemaligem Waldgebiet befindet. Die Straße liegt im Westen Aprickes.
Im Beil, Deilinghofen
Die Straße „Im Beil“ ist nach ihrer Lage des Weges auf einem Hügel „beyla“ benannt. Die Straße liegt im Süden Aprickes.
Im Bockeloh, Hemer
Die Straße „Im Bockeloh“ ist nach einem früheren Buchenwald in diesem Gebiet benannt. Die Bezeichnung setzt sich aus den Begriffen „buoke“ (Buche) und „loh“ (Wald) zusammen. An der Straße in Oberhemer befindet sich eine Neuapostolische Kirche.
Im Dümpel, Becke
Die Straße „Im Dümpel“ ist nach einem Tümpel benannt, der früher nahe der Straße im Oesetal lag. Die Straße befindet sich im Ortsteil Oese.
Im Eichholz, Ihmert
Der Straßenname „Im Eichholz“ deutet darauf hin, dass in diesem Gebiet vor der Besiedlung ein Eichenwald wuchs. Die Straße liegt in Tütebelle.
Im Hölken, Hemer
Die Straße „Im Hölken“ ist nach einem ehemaligen Sumpfgebiet („hol“) im Bereich der heutigen Straße benannt. Die Straße liegt im westlichen Innenstadtbereich.
Im Huckschlage, Ihmert
Die Straße „Im Huckschlage“ ist nach ihrer Lage in einer Niederung am Rand eines Waldgebiets benannt. Die Bezeichnung setzt sich aus den Begriffen „huck“ (Ecke) und „lage“ (Niederung). Erstmals war der Name als „Huckeslage“ 1446 genannt worden. Die Straße liegt zwischen Westigerbach und Bredenbruch, im Tal des Ihmerter Bachs.
Im Keunenborn, Deilinghofen
Die Straße „Im Keunenborn“ ist nach einer nahegelegenen Quelle („born“) benannt, die bis ins 19. Jahrhundert hinein große Teile Deilinghofens mit Wasser versorgte. An der Straße im Südosten Deilinghofens liegt das katholische Gemeindezentrum Deilinghofen.
Im Langenbruch, Deilinghofen
Die Straße „Im Langenbruch“ ist nach dem Ortsteil Langenbruch benannt, dessen Bezeichnung auf das sumpfartige Gelände (Bruch) in diesem Gebiet zurückgeht. Die Straße liegt südlich von Hohenstein und östlich von Hembecke.
Im Loh, Ihmert
Der Straßenname „Im Loh“ weist darauf hin, dass in diesem Gebiet früher ein Wald (alte Bezeichnung: Loh) gestanden hat. Die Straße liegt in Westendorf.
Im Nettelchen, Hemer
Die Straße „Im Nettelchen“ ist nach einem früheren Sumpfgebiet in Bereich der heutigen Straße benannt. Die Bezeichnung geht auf das Wort „netten“ (nass machen) zurück. Die Straße liegt im westlichen Innenstadtbereich.
Im Obstgarten, Deilinghofen
Die Straße „Im Obstgarten“ in Apricke wurde 1975 in „Baumhof“ umbenannt.
Im Ohl, Hemer
Die Straße „Im Ohl“ ist nach ihrer Lage am Ufer des Hemer-Bachs benannt, wodurch die Bodenverhältnisse einem Sumpf (Ohl) ähnelten. Der Straßenverlauf gehört zur L 683 und liegt in Niederhemer.
Im Santel, Hemer
Die Straße „Im Santel“ liegt im Süden Sundwigs.
Im Siegeloh, Hemer
Die Straße „Im Siegeloh“ ist nach einem niedrig gelegenen Wald („sigge loh“) im Gebiet der Straße benannt. Der Weg liegt in Dieken.
Im Siepen, Hemer
Die Straße „Im Siepen“ nach einem sumpfigen Gelände (Siepen) benannt, das früher in der Nähe der heutigen Straße lag. Die Straße befindet sich im östlichen Innenstadtbereich.
Im Strätchen, Hemer
Die Straße „Im Strätchen“ ist nach einem alten Weg durch den Wald („strate“) benannt. Die Straße liegt im Nordwesten von Landhausen und führt in ein Waldgebiet.
Im Trichter, Deilinghofen
Die Straße „Im Trichter“ ist nach trichterförmigen Einsenkungen im Boden benannt, die in diesem Gebiet durch den Einsturz unterirdischer Hohlräume entstanden sind. Die Straße liegt im Südosten Deilinghofens und führt nach Habichtseil.
Im Turm, Deilinghofen
Die Straße „Im Turm“ ist nach einem Haus benannt, an das ein Turm angebaut wurde. Das Haus lag am Straßenverlauf und ist im 18. Jahrhundert verfallen. Die Straße befindet sich im Ortszentrum Deilinghofens.
Im Uhlenhohl, Hemer
Der Straßenname „Im Uhlenhohl“ setzt sich aus den Begriffen „ule“ (kleiner Bach) und „hohl“ (Loch) zusammen. Im Gebiet der heutigen Straße am Nordhang des Bembergs befinden sich einige Quellmulden, nach denen die Straße benannt sein könnte. Die Straße liegt im Süden von Landhausen.
Im Weiler, Hemer
Die Straße „Im Weiler“ ist nach der Ansiedlung der Wohnhäuser um einen Mittelpunkt benannt, da die Bauweise einen Weiler bildet. Die Straße liegt im Zentrum Sundwigs.
Im Wiehagen, Hemer
Die Straße „Im Wiehagen“ ist wie der Ortsteil Wiehagen, in dem die Straße liegt, nach eingezäunten Weidegebiet benannt. Die Bezeichnung setzt sich aus den Wörtern „wide“ (Weide) und „hagen“ (eingehegtes Stück Land) zusammen. Die Straße befindet sich im Süden von Wiehagen.
Im Wiesengrün, Hemer
Die Straße „Im Wiesengrün“ liegt im Neubaugebiet „Langer Graun“ südlich der Straße „Am Iserbach“.
In den Erlen, Ihmert
Der Straßenname „In den Erlen“ ist der früheren Bepflanzung an der Straße nachempfunden. Feuchte Böden an den Ihmerter Hängen lieferten gute Wachstumsbedingungen für Erlen. Die Straße wurde 1975 in Eichenhohl umbenannt.
In den Grächten, Deilinghofen
Die Straße „In den Grächten“ ist nach früheren Erzgruben benannt, die in diesem Gebiet lagen. Die Bezeichnung geht auf den Begriff „gracht“ (kleiner Graben) zurück. Die Straße liegt im Südosten Deilinghofens.
In den Klippen, Deilinghofen
Die Straße „In den Klippen“ ist nach ihrer Lage an einem steilen Felsabhang (Klippe) aus Schiefergestein benannt. Die Straße befindet sich im Osten Deilinghofens.
In den Weiden, Hemer
Die Straße „In den Weiden“ ist nach Weiden benannt, die früher im Bereich des Sundwiger Baches gelegen haben. Die Straße verläuft parallel zum Bach im Ortsteil Sundwig.
In der Bilmecke, Hemer
Der Straßenname „In der Bilmecke“ bezieht sich möglicherweise auf einen ehemaligen Thingplatz („mecke“), auf der ein Schwertstein („bil“) stand. Da diese Stätte allerdings nicht nachgewiesen ist, könnte „mecke“ alternativ auch Berg bedeuten und „bil“ auf einen steilen Anstieg hindeuten. Die Straße liegt im Süden Sundwigs.
In der Erborst, Deilinghofen
Die Straße „In der Erborst“ ist nach einem Erdriss („erborste“) benannt, der im Bereich der heutigen Straße auftritt. Dort treffen zwei unterschiedliche Gesteinsarten aufeinander und bilden Bruchstellen. An der Straße im Süden Deilinghofens liegt eine Sporthalle.
In der Gähre, Hemer
Die Straße „In der Gähre“ ist nach seiner guten Bodenqualität benannt. Die Bezeichnung geht auf den Begriff der Bodengare zurück, die sich durch gute Licht-, Wärme- und Bodenverhältnisse für das Pflanzenwachstum auszeichnen. Die Straße liegt in Stübecken.
Industriepark Edelburg, Becke
Der Industriepark Edelburg ist der Name einer Straße in einem Industriegebiet in der Becke. Im Industriepark, der nach dem benachbarten Herrensitz Edelburg benannt ist, liegt das Hauptwerk des Armaturen-Herstellers Grohe.
Iserlohner Straße, Hemer
Der westlichste Teil der L 682 in Hemer heißt Iserlohner Straße, da sie Westig und Wiehagen mit Iserlohn verbindet. An der Iserlohner Straße liegt die Wilhelm-Busch-Förderschule und die Sportstätte „Westiger Kreuz“. Die Straße hieß bis zum Ende des Zweiten Weltkriegs Straße der S.A.
Iserlohner Straße, Ihmert
Die Iserlohner Straße in Ihmert führte bis zur Umbenennung 1975 um den alten Ortskern des Dorfes herum. Seit der kommunalen Neuordnung heißt die Straße Ringstraße.
Ispei, Frönsberg
Der Name Ispei bedeutet „Talaue, durch die ein bewegtes Wasser fließt“.

### J
Jägerstraße, Hemer
Die Jägerstraße führte bis ins beginnende 20. Jahrhundert die Jäger in ein Waldgebiet nordwestlich von Westig.
Jahnstraße, Hemer
Die Jahnstraße ist nach Friedrich Ludwig Jahn benannt, der als Turnvater bekannt wurde. Die Jahnstraße liegt im östlichen Innenstadtbereich.
Josef-Winckler-Weg, Hemer
Der Josef-Winckler-Weg ist nach dem deutschen Schriftsteller Josef Winckler benannt. Die Straße liegt in Stübecken.
Jübergstraße, Hemer
Die Jübergstraße ist nach dem Hügel Jüberg benannt, der östlich der Straße liegt. Der Name beruht auf dem Begriff „Joten“ (Riesen), da sich viele Riesen-Sagen mit dem Berg verbinden.

### K
Kanadastraße, Deilinghofen
Die Kanadastraße ist nach dem nordamerikanischen Land Kanada benannt. Die Straße liegt im westlichen Deilinghofen, wo nach dem Ende des Koreakriegs 1953 fast 20 Jahre lang eine kanadische Kaserne stand. Die Kanadastraße befindet sich in einem Gewerbepark.
Kantstraße, Hemer
Die Kantstraße ist nach dem deutschen Philosophen Immanuel Kant benannt. Die Straße liegt in Niederhemer und ist Standort der Woeste-Grundschule und eines evangelischen Friedhofs. Die Kantstraße erhielt nach dem Zweiten Weltkrieg ihren Namen und wurde vorher als Sedanstraße bezeichnet
Kantstraße, Hemer
Die Kantstraße in Westig hieß vor 1935 noch Verbindungsstraße, seitdem Kantstraße. Nach dem Zweiten Weltkrieg wurde die Straße dann in Fichtestraße umbenannt.
Kapellenweg, Becke
Am Kapellenweg liegt die Bonifatiuskapelle, die der Straße ihren Namen gibt. Der Kapellenweg liegt im Süden von Oese.
Karl-Bröger-Weg, Hemer
Der Karl-Bröger-Weg ist nach dem deutschen Arbeiterdichter Karl Bröger benannt. Die Straße liegt in Stübecken.
Karl-Wagenfeld-Weg, Hemer
Der Karl-Wagenfeld-Weg ist nach dem deutschen Heimatdichter Karl Wagenfeld benannt. Die Straße liegt im westlichen Innenstadtbereich und hieß bis zum Zweiten Weltkrieg Malmedy-Straße. Der Rat der Stadt Hemer lehnte am 21. Februar 2017 eine Umbenennung der Straße, die wegen rassistischer Äußerungen Wagenfelds beantragt worden war, ab.
Kastanienweg, Hemer
Der Kastanienweg ist nach dem Laubbaum Kastanie benannt. Die Straße liegt in Stübecken.
Kiefernweg, Hemer
Der Kiefernweg ist nach dem Nadelbaum Kiefer benannt. Die Straße liegt in Stübecken.
Kirchstraße, Hemer
An der Kirchstraße in Niederhemer liegt die evangelische Ebbergkirche, die der Straße ihren Namen gibt.
Kirschenallee, Becke
Die Kirschenallee durch ihren allee-artigen Bewuchs mit Wildkirschen benannt. Die Straße liegt nördlich des Ortsteils Edelburg an der Stadtgrenze zu Menden.
Klaus-Funke-Straße, Hemer
Die Klaus-Funke-Straße ist nach dem Hemeraner Kinderarzt Klaus Funke benannt. Die Straße wurde Anfang des 21. Jahrhunderts umbenannt und war vorher ein Teil des Haarwegs.
Kleiststraße, Hemer
Die Kleiststraße ist nach dem deutschen Schriftsteller Heinrich von Kleist benannt. An der Straße in Westig befindet sich der Bauhof der Stadt Hemer.
Klosterweg, Frönsberg
Der Klosterweg führt in östlicher Richtung aus dem Stephanopeler Tal. Bis zum Ende des 19. Jahrhunderts stand ein Wohnhaus an dieser Straße, das früher von einem Katholiken bewohnt wurde, während die übrigen Bewohner Stephanopels evangelisch waren. Daher wurde das Gebäude im Volksmund „Kloster“ genannt.
Klusenstein, Deilinghofen
Der Straßen- und Ortsname „Klusenstein“ geht auf eine Klause in diesem Gebiet zurück. Klusenstein ist ein markanter Felsen im Hönnetal, womit sich auch das Wortteil „-stein“ erklären lässt. An der Straße liegt die Burg Klusenstein.
Klusensteiner Weg, Deilinghofen
Der Klusensteiner Weg ist nach der nahegelegenen Burg Klusenstein benannt. Die Straße führt von der Hönnetalstraße aus nach Brockhausen.
Königsberger Straße, Hemer
Die Königsberger Straße ist nach der russischen Stadt Kaliningrad benannt. Der Straßenname soll Flüchtlinge und Vertriebene an ihre alte Heimat erinnern. Die Königsberger Straße befindet sich in Sundwig.
Königsberger Straße, Ihmert
Die Königsberger Straße in Ihmert wurde zur kommunalen Neuordnung 1975 in Kurze Straße umbenannt.
Körnerstraße, Hemer
Die Körnerstraße ist nach dem Dichter Carl Theodor Körner benannt, der vor allem für seine Gedichte im Zuge der Befreiungskriege bekannt ist. Die Körnerstraße liegt im Osten Westigs.
Krebsbach, Hemer
Die Straße „Krebsbach“ liegt an einem gleichnamigen Bach, in dem früher Krebstiere lebten. Die Straße liegt nördlich von Stübecken in einem Waldgebiet an der Stadtgrenze zu Menden.
Kuhbornstraße, Hemer
Die Kuhbornstraße ist nach einer Wasserquelle („Born“) benannt, der in der Nähe der Straße liegt. Das Wasser dieser Quelle diente Kühen zum Trinken. An der Straße im Süden Sundwigs liegt eine städtische Kindertagesstätte.
Kurze Straße, Ihmert
Die Kurze Straße erhielt den Namen 1975 wegen ihrer Länge. Zuvor hieß der Weg Königsberger Straße.

### L
Ladestraße, Hemer
Die Ladestraße lag am ehemaligen Bahnhof Hemer und wurde von der Bundeswehr, die in der nahe gelegenen Blücher-Kaserne stationiert war, zur Panzer-Verladung genutzt. Die Straße wurde im Rahmen der Bauarbeiten zur Landesgartenschau 2010 überbaut.
Lambergstraße, Hemer
Die Lambergstraße ist nach dem Hügel Lamberg benannt, der nicht weit von der Straße entfernt liegt. Die Straße liegt im Westen von Oberhemer.
Lamferstraße, Hemer
Die Lamferstraße ist nach einer Landwehr benannt, die früher im Gebiet der heutigen Straße lag. An der Straße im südöstlichen Sundwig befindet sich ein evangelischer Kindergarten.
Landhauser Heide, Hemer
Die Landhauser Heide ist zum einen nach ihrer Lage in Landhausen, zum anderen nach dem unkultivierten Gelände („Heide“) in diesem Gebiet benannt. Die Landhauser Heide führt als Teil der K 16 aus Landhausen in westlicher Richtung auf Iserlohner Stadtgebiet.
Landhauser Straße, Hemer
Die K 16 führt als Landhauser Straße aus Niederhemer in den Hemeraner Ortsteil Landhausen, nach dem sie benannt ist.
Langenbachstraße, Hemer
Die Langenbachstraße ist nach Langenbach, dem Begründer der ersten Papiermühle Westfalens 1567 in Westig benannt, der bis zur Reformation noch Mönch im Kloster Limburg war. Die Langenbachstraße liegt in der Nähe der inzwischen abgerissenen Papiermühle im Süden Wiehagens.
Langer Graun, Deilinghofen
Die Straße „Langer Graun“ ist nach einer langen Wiese („groenen“) benannt, die entlang der Straße im Westen von Hembecke liegt.
Lange Rute, Hemer
Die Lange Rute war nach dem alten Längenmaß Rute benannt, nach dem die Fläche nahe der Straße vermessen war. An der Straße im Osten Niederhemers lagen Notunterkünfte für Flüchtlinge und Asylbewerber. Die Straße ist nach Umbenennung jetzt Teil der Brahmsstraße.
Lange Wiese, Hemer
Die Straße „Lange Wiese“ liegt im Neubaugebiet „Langer Graun“ südlich der Straße „Am Iserbach“.
Laubstraße, Hemer
Die Laubstraße wurde 1935 in Lohstraße umbenannt.
Laye, Ihmert
Die Straße „Laye“ ist nach ihrem Untergrund benannt, der aus Schiefer besteht. Das Wort „Laie“ hat die Bedeutung Schiefergestein. Die Straße liegt zentral in Ihmert auf einer Anhöhe.
Lenbachstraße, Becke
Die Lenbachstraße ist nach dem Maler Franz von Lenbach benannt, der in der zweiten Hälfte des 19. Jahrhunderts Berühmtheiten porträtierte. Die Straße liegt im Südwesten von Urbecke.
Lerchenstraße, Hemer
Die Lerchenstraße ist nach dem Singvogel Lerche benannt. Die Straße liegt im östlichen Innenstadtbereich.
Lettenberg, Becke
Die Straße „Lettenberg“ befindet sich im Nordosten von Höcklingsen. An der Straße liegt ein Kinderspielplatz.
Lindenstraße, Hemer
Die Lindenstraße ist nach dem Laubbaum Linde benannt. Die Straße liegt in Hemerhardt.
Löhrberg, Hemer
Die Straße „Löhrberg“ liegt am Südhang des Bembergs, der mit Wäldern („Löher“) bewachsen ist. Die Straße befindet sich in Hemerhardt.
Lohstraße, Hemer
Die Lohstraße ist nach einem früheren Wald (Loh) in diesem Gebiet benannt. 1935 erhielt die damalige Laubstraße den neuen Namen Lohstraße.
Lönsweg, Hemer
Der Lönsweg ist nach dem Schriftsteller Hermann Löns benannt, der vor allem als Natur- und Heimatdichter bekannt und durch seinen frühen Tod im Ersten Weltkrieg zum Mythos wurde. Die Straße liegt im westlichen Oberhemer.
Lothringer Straße, Hemer
Die Lothringer Straße war nach der Region Lothringen benannt und wurde 1945 in Schopenhauerweg umbenannt.

### M
Malmedy-Straße, Hemer
Die Malmedy-Straße war nach der Stadt Malmedy in Belgien benannt. Nach dem Zweiten Weltkrieg wurde sie in Karl-Wagenfeld-Straße umbenannt.
Marienburger Straße, Hemer
Die Marienburger Straße ist nach der polnischen Stadt Malbork (Marienburg) benannt und soll Vertriebene und Flüchtlinge an ihre alte Heimat erinnern. Die Straße liegt im Norden Sundwigs.
Marienstraße, Hemer
Die Marienstraße ist nach der heiligen Maria benannt, da es auf dem Weg zum ehemaligen Marienhospital liegt. Das Marienhospital wurde 2008 abgerissen.
Märkische Straße, Hemer
Die Bundesstraße 7 heißt im westlichen Teil Niederhemers Märkische Straße. Die Straße ist nach der Grafschaft Mark benannt, in der Hemer im Mittelalter lag.
Meisenweg, Hemer
Der Meisenweg ist nach dem Singvogel Meise benannt. Die Straße liegt im östlichen Innenstadtbereich.
Memeler Straße, Hemer
Die Memeler Straße ist nach der Stadt Klaipėda (Memel) in Litauen benannt. Der Straßenname soll Vertriebene und Flüchtlinge an ihre alte Heimat erinnern. Die Straße liegt im Westen Sundwigs.
Mendener Straße, Hemer/Becke
Die Bundesstraße 7 heißt im östlichen Teil Niederhemers und in Becke Mendener Straße. Die Straße führt bis zur Stadtgrenze zu Menden.
Mendener Weg, Deilinghofen
Der Mendener Weg wurde im Zuge der Eingemeindung nach Hemer 1975 in Hollacker umbenannt, um Verwechslungen mit der Mendener Straße zu vermeiden.
Mesterscheid, Becke
Der Orts- und Straßenname „Mesterscheid“ geht auf das Waldvorkommen in diesem Gebiet zurück. Der Name deutet auf den Begriff „Mastboom“ (Baum, der für die Schweinemast genutzt wird) hin, „Scheid“ bezeichnet ein Stück Land. Mesterscheid liegt im Norden von Becke auf einem Bergrücken.
Mesterscheider Weg, Becke
Der Mesterscheider Weg führt aus dem Westen Höcklingsens in Richtung des Ortsteils Mesterscheid, nach dem die Straße auch benannt ist.
Mittelstraße, Hemer
Die Mittelstraße in der Hemeraner Innenstadt wurde 1935 in Spiethländer Weg benannt.
Moltkestraße, Hemer
Die Moltkestraße war nach dem preußischen Generalfeldmarschall Helmuth Karl Bernhard von Moltke benannt und wurde 1947 in Harkortstraße umbenannt.
Mozartstraße, Hemer
Die Mozartstraße ist nach dem Komponisten Wolfgang Amadeus Mozart benannt. Die Straße liegt in Niederhemer.
Mühlackerweg, Hemer
Der Mühlackerweg führte früher durch Ackerland, vorbei an der inzwischen abgerissenen Feldhofmühle, nach der sie auch benannt ist. An der Straße liegt ein evangelischer Kindergarten.
Mühlengang, Hemer
Der Mühlengang führte früher an der Feldhofmühle vorbei, nach der sie auch benannt ist. Die Straße liegt in der Innenstadt.
Mühlenstraße, Ihmert
Die Mühlenstraße in Ihmert wurde 1975 in „Ihmerter Mühle“ umbenannt, um Verwechslungen mit den ähnlich klingenden Hemeraner Straßen zu vermeiden.
Mühlenweg, Hemer
Der Mühlenweg verband früher die Hemeraner Amtsgemeinde Calle mit den Mühlen in Oberhemer. Die Straße führt an der Südseite des Naherholungsgebietes „Duloh“ im Norden Westigs und im Westen Oberhemers.

### N
Narzissenweg, Hemer
Der Narzissenweg ist nach der Blumenart Narzisse benannt. Die Straße liegt auf dem Gelände der Landesgartenschau 2010 und wurde nach deren Ende offiziell in Narzissenweg benannt.
Nelkenweg, Hemer
Der Nelkenweg ist nach der Blumenart Nelke benannt. Die Straße liegt auf dem Gelände der Landesgartenschau 2010 und wurde nach deren Ende offiziell in Nelkenweg benannt.
Neuer Weg, Deilinghofen
Der Neue Weg wurde im 19. Jahrhundert als Alternativstraße zum Brockhauser Weg gebaut und erhielt dadurch seinen Namen. Die Straße verbindet Brockhausen mit der Hönnetalstraße und darüber mit Deilinghofen.
Nieringsen, Deilinghofen
Der Orts- und Straßenname „Nieringsen“ bedeutet etwa „Haus bei den feuchten Wiesen“. Die Endsilbe „-sen“ geht auf den Begriff „hausen“ (Wohnhaus) zurück. „-ing(en)“ bedeutet meist Wiese oder Weide. Der Wortteil „Nier-“ könnte auf dem Wort „netten“ (nass machen) basieren. Die Siedlung Nieringsen liegt im Süden Deilinghofens, östlich von Winterhof.
Nieringser Weg, Deilinghofen
Der Nieringser Weg in Deilinghofen in südlicher Richtung nach Langenbruch und damit in Richtung des Ortsteils Nieringsen, nach dem der Weg benannt ist.
Nikolai-Gubarew-Straße, Hemer
Die Nikolai-Gubarew-Straße ist nach dem ehemaligen russischen Soldaten Nikolai Gubarew benannt, der als Kriegsgefangener im Zweiten Weltkrieg im Stalag VIa inhaftiert war. Nach Kriegsende setzte sich Nikolai Gubarew für bessere Völkerverständigung und die Versöhnung der Gefangenen mit der Stadt Hemer ein. Die Straße liegt auf dem ehemaligen Gelände des Stammlagers, im Bereich der Landesgartenschau 2010 und wurde nach deren Ende offiziell in Nikolai-Gubarew-Straße benannt.
Nockenstraße, Hemer
Die Nockenstraße ist nach einem Felsstück („Nocken“) benannt, in dessen Richtung die Straße verläuft. Der Weg liegt in Oberhemer westlich der Fußgängerzone.
Noldeweg, Becke
Der Noldeweg ist nach dem deutschen Maler Emil Nolde benannt, der einer der führenden Künstler des Expressionismus war. Die Straße liegt im Süden von Urbecke.

### O
Obere Oese, Becke
Die Straße „Obere Oese“ liegt am Bach Oese, nach dem sie auch benannt ist. Sie befindet sich im Ortsteil Oese.
Oberlinweg, Hemer
Der Oberlinweg ist nach dem evangelischen Pfarrer und Sozialpionier Johann Friedrich Oberlin benannt. Die Straße liegt im Nordosten von Stübecken.
Oesestraße, Becke
Die Oesestraße verläuft in Becke parallel zum Bach Oese, wonach sie auch benannt ist. An der Oesestraße liegen eine Festhalle, die Oesetal-Grundschule sowie ein Ehrenmal. Im östlichen Teil der Oesestraße befinden sich zudem einige Industrieunternehmen, wie der Badausstattungshersteller Keuco.
Ostend, Becke
Die Straße „Ostend“ bildete im 19. und 20. Jahrhundert die östliche Begrenzung Niederhemers (Ost-End[e]) gegenüber Höcklingsen.
Ostenschlahstraße, Hemer
Die Ostenschlahstraße ist nach der naheliegenden Flur „Osterschlade“ benannt. Schlade ist dabei ein Begriff für einen Hügel-Abhang, der in diesem Fall im Osten Hemers liegt. An der Ostenschlahstraße befindet sich ein evangelisches Gotteshaus. Außerdem lag die Blücher-Kaserne am Ende der Straße. 2010 fand dort die Landesgartenschau Hemer statt.
Ostenstraße, Hemer
Die Ostenstraße ist nach ihrer Lage im Osten der Hemeraner Innenstadt benannt.
Ostfeldstraße, Ihmert
Die Ostfeldstraße ist nach einem unbewirtschafteten Feld im Osten Ihmerts benannt, an dem der Weg früher lag. Die Ostfeldstraße führt in nordöstlicher Richtung nach Rottmecke.
Otto-Rentzing-Straße, Hemer
Die Otto-Rentzing-Straße ist nach dem Hemeraner Lokalpolitiker Otto Rentzing benannt, der zwischen 1929 und 1933 erster Gemeindevorsteher der Gemeinde Hemer nach deren Zusammenschluss mit Westig, Sundwig und Landhausen war. Bis zur kommunalen Neuordnung 1975 hieß die Straße „Hinter dem Knapp“. Die Otto-Rentzing-Straße liegt in Wiehagen.

### P
Parkstraße, Hemer
Die Parkstraße ist nach dem benachbarten „Friedenspark“ benannt. Außerdem liegen ein Schulzentrum mit Haupt-, Real- und Gesamtschule ebenso an der Parkstraße wie das städtische Jugend- und Kulturzentrum.
Pastoratstraße, Deilinghofen
Die Pastoratstraße ist nach zwei evangelischen Pastoraten benannt, die beide an der Straße liegen. Das ehemalige Pastorat steht inzwischen unter Denkmalschutz, das aktuelle Gebäude wurde 1906 fertig gestellt und bezogen. An der Straße im Zentrum Deilinghofens liegt zudem ein evangelischer Kindergarten.
Pestalozzistraße, Hemer
Die Pestalozzistraße ist nach dem Schweizer Pädagogen Johann Heinrich Pestalozzi benannt. An der Straße in Sundwig befindet sich ein katholischer Kindergarten.
Peter-Grah-Straße, Hemer
Die Peter-Grah-Straße ist nach dem Hemeraner Fabrikanten Peter Grah benannt, der 1882 die Sundwiger Eisenhütte gründete. Zwischen 1892 und 1923 war er Gemeindevorsteher Sundwigs, ab 1912 Kommerzienrat. Die Straße liegt im Süden Sundwigs.
Piepenstockplatz, Becke
Der Piepenstockplatz ist nach dem Iserlohner Fabrikanten Caspar Dietrich Piepenstock benannt, der gegen Ende des 18. Jahrhunderts ein Messingwerk in Oese eröffnete. Heute befindet sich auf dem Betriebsgelände die Firma „C. W. Bals & Co.“, das direkt am Piepenstockplatz liegt.
Piepers Garten, Deilinghofen
Die Straße „Piepers Garten“ ist nach einem ehemaligen Landwirtschaftsbetrieb der inzwischen ausgestorbenen Familie Pieper benannt. Die Straße liegt im Zentrum Deilinghofens.
Platanenallee, Hemer
Die Platanenallee ist nach der Pflanzengattung Platanen benannt. Die Straße liegt am Sauerlandpark.
Posener Straße, Hemer
Die Posener Straße ist nach der polnischen Stadt Posen benannt und soll Vertriebene und Flüchtlinge an ihre alte Heimat erinnern. Die Straße liegt in Sundwig.
Posener Straße, Hemer
Die Posener Straße wurde nach dem Zweiten Weltkrieg in Finkenweg umbenannt.
Poststraße, Hemer
An der Poststraße liegt die Hauptstelle der Deutschen Post in Hemer. Außerdem befinden sich an der Straße in der Innenstadt einige Einzelhandelsunternehmen.
Prinzhornstraße, Hemer
Die Prinzhornstraße ist nach dem Hemeraner Psychiater und Kunsthistoriker Hans Prinzhorn benannt. Die Straße liegt im östlichen Innenstadtbereich.

### R
Rehpfad, Deilinghofen
Die Straße „Rehpfad“ ist nach der Tierart Reh benannt, weil in der Nähe der Straße ein Teich lag, den die Tiere als Wasserstätte nutzten. Die Straße befindet sich in Apricke.
Rembrandtstraße, Becke
Die Rembrandtstraße ist nach dem niederländischen Künstler Rembrandt van Rijn benannt. An der Straße in Urbecke liegt ein Kinderspielplatz.
Richard-Wagner-Straße, Hemer
Die Richard-Wagner-Straße ist nach dem deutschen Komponisten Richard Wagner benannt. Die Straße liegt im östlichen Innenstadtbereich und hieß bis in die 1930er-Jahre Carl-Degen-Straße.
Riemke, Deilinghofen
Der Orts- und Straßenname „Riemke“ geht auf die Bezeichnung „Rin-beke“ zurück. Der Wortteil „rin“ bedeutet dabei vermutlich Rinne, die „beke“ bezeichnet einen Bach. Damit ist Riemke möglicherweise nach einem rinnenden Bach benannt, der ins Hönnetal abfließt. Eine alternative Worterklärung ist mit den Wörtern Ring („rin“) und Berg („beke“) zu erklären. Damit könnte im Gebiet des heutigen Riemke früher vermutlich ein umringter Gerichtsplatz auf erhöhter Stelle.
Riemker Weg, Deilinghofen
Sowohl der Weg aus Apricke, als auch die Straße, die aus Richtung Brockhausen nach Riemke führt ist in Riemker Weg benannt.
Ringstraße, Ihmert
Die Ringstraße ist nach ihrem teilweisen Verlauf um den alten Ortskern Ihmerts benannt. Bis zur Eingemeindung des Ortes nach Hemer trug sie den Namen Iserlohner Straße. An der Ringstraße sitzt eine evangelisch-freikirchliche Gemeinde.
Robert-Koch-Straße, Hemer
Die Robert-Koch-Straße ist nach dem deutschen Mediziner und Biologen Robert Koch benannt. Die Straße liegt im westlichen Innenstadtbereich.
Rohland, Frönsberg
Die Straße „Rohland“ wurde 1975 aufgrund ihrer Lage in „Heppingser Bach“ umbenannt.
Rollenstraße, Hemer
Die Rollenstraße liegt direkt am Hemer-Bach in Niederhemer und bildet einen Seitenweg der Hauptstraße.
Rosenweg, Deilinghofen
Der Rosenweg ist nach der Blumenart Rose benannt. Die Straße liegt in Apricke.
Rottmecke, Ihmert
Der Orts- und Straßenname Rottmecke ist auf die Lage der Siedlung auf einem sumpfigen Berg zurückzuführen. Im Jahr 1829 ist die Bezeichnung „In der Rodmecke“ nachzuweisen, die sich aus den Wörtern „rod“ (Sumpf) und „mecke“ (Berg oder Bach) zusammensetzt. Rottmecke liegt nordöstlich von Ihmert und südlich von Ihmerterbach.
Rottmecker Weg, Ihmert
Der Rottmecker Weg führt von Ihmerterbach aus in südlicher Richtung zum Hemeraner Ortsteil Rottmecke, wonach die Straße benannt ist.
Rubensstraße, Hemer
Die Rubensstraße ist nach dem flämischen Maler Peter Paul Rubens benannt. Die Straße liegt im östlichen Innenstadtbereich.
Rückertstraße, Hemer
Die Rückertstraße ist nach dem deutschen Dichter Friedrich Rückert benannt. Die Straße liegt in Westig und hieß bis zur kommunalen Neuordnung Frönsberger Straße.
Rudolf-Virchow-Straße, Hemer
Die Rudolf-Virchow-Straße ist nach dem deutschen Pathologen Rudolf Virchow benannt. Die Straße liegt im westlichen Innenstadtbereich

### S
Saatkamp, Deilinghofen
Der Straßenname „Saatkamp“ bezeichnete früher eine umgrenzte Fläche (Kamp) in der Größe einer Scheffelsaat. Die Straße liegt nördlich des Deilinghofer Ortszentrums.
Schillerstraße, Hemer
Die Schillerstraße ist nach dem deutschen Schriftsteller und Dichter Friedrich Schiller benannt. Die Straße liegt in Westig.
Schmetterlingsweg, Hemer
Die Straße ist nach der Insektenordnung Schmetterlinge benannt und liegt im Wohngebiet „Stadtterrassen“.
Schmiedestraße, Deilinghofen
Die Schmiedestraße ist nach einer ehemaligen Schmiede in diesem Gebiet benannt, die nach jahrhundertelangem Geschäftsbetrieb 1974 geschlossen wurde. Die Straße liegt im Osten Deilinghofens.
Schmittenufer, Frönsberg
Die Straße „Schmittenufer“ ist nach einem nahegelegenen Ufer des Heppingser Baches benannt, an dem früher eine Eisenschmiede („Isenschmitte“) stand. Die Straße liegt im Nordosten von Heppingserbach.
Schombergstraße, Hemer
Die Schombergstraße ist nach dem nahe gelegenen Schomberg („Schauenberg“) benannt, von dem aus man einen Überblick über Ober- und Niederhemer hatte. Die Straße liegt im östlichen Innenstadtbereich.
Schopenhauerweg, Hemer
Der Schopenhauerweg ist nach dem deutschen Philosophen Arthur Schopenhauer benannt. Die Straße liegt im westlichen Innenstadtbereich und hieß bis zum Ende des Zweiten Weltkriegs 1945 noch Lothringer Straße.
Schottlandstraße, Deilinghofen
Die Schottlandstraße ist nach dem Land Schottland benannt, einem Teil Großbritanniens. Britische Truppen waren in der zweiten Hälfte des 20. Jahrhunderts in dem Gebiet im nördlichen Deilinghofen stationiert, in dem die Schottlandstraße liegt.
Schulstraße, Hemer
Die Schulstraße ist nach der Westiger Schule benannt, in der heute die städtische Diesterweg-Grundschule untergebracht ist. Neben der Diesterwegschule liegen zudem die baptistische Thomaskirche und eine Sporthalle an der Schulstraße im Süden Westigs.
Schulstraße, Deilinghofen
Die Schulstraße zwischen Deilinghofen und Brockhausen wurde 1975 umbenannt.
Schulstraße, Ihmert
Die Schulstraße in Ihmert lag an der Ihmerter Grundschule und wurde nach der Eingemeindung nach Hemer in Heinrich-Goswin-Straße umbenannt.
Schützenstraße, Hemer
Die Schützenstraße ist nach einer ehemaligen Schützenhalle im Umfeld der Straße benannt. Die Schützenhalle wurde 1910 errichtet und 1917 durch einen Brand zerstört. Bis 1926 wurde die Feste noch an der heutigen Schützenstraße gefeiert. Die Straße befindet sich im östlichen Innenstadtbereich.
Schwarzpaul, Ihmert
Der Straßen- und Ortsname Schwarzpaul lässt verschiedene Deutungen zu. Zum einen könnte in Schwarzpaul früher ein schwarzer Tümpel gelegen haben. Außerdem könnte der Name aus den Begriffen „swete“ (Grenze) und „pal“ (Pfahl) zusammengesetzt sein und auf eine Grenzmarkierung hinweisen. Eine dritte Möglichkeit ist die Rückführung des Namens auf die Bezeichnung „Schwerdpoel“, eine alte Gerichtsstätte. Die Ortschaft gehörte bis 1969 zu Altena und wurde dann erst in Ihmert, 1975 in Hemer eingemeindet.
Sedanstraße, Hemer
Die Sedanstraße in Niederhemer war nach der Schlacht von Sedan benannt und wurde nach dem Zweiten Weltkrieg in Kantstraße umgetauft.
Seilerstraße, Hemer
Die Seilerstraße ist nach den Seilerbergen benannt, in deren Richtung die Straße führt. Der Name beruht auf dem Begriff „Suol-Hari“, der sich wiederum aus „suol“ (Sumpf) und „hari“ (Anhöhe) zusammensetzt. Die Seilerberge waren demnach sumpfige Anhöhen. An der Seilerstraße in Niederhemer liegt ein katholischer Friedhof. Die Straße hieß vor der kommunalen Neuordnung 1975 noch Wiesenstraße.
Selmkeweg, Frönsberg
Der Selmkeweg verläuft auf der Iserlohner Höhe östlich von Heppingsen parallel zum Bach Selmke, der einige Meter weiter nördlich in die Oese mündet. Nach dem Bach wurde auch die Straße benannt.
Selvestraße, Hemer
Die Selvestraße ist nach dem märkischen Industriellen Gustav Selve benannt, der 1880 in Hemer ein Messingwalzwerk übernahm. Das Werk wurde 1929 geschlossen, auf dessen Grundstück später das Grohe-Werk errichtet. Die Selvestraße befindet sich in der Nähe des ehemaligen Werks in Oberhemer.
Seuthestraße, Hemer
Die Seuthestraße ist nach dem Hemeraner Industriellen August Seuthe benannt, der 1899 in diesem Gebiet eine gleichnamige Maschinenfabrik gründete. Die Straße wurde im Zuge der Bauarbeiten zur Landesgartenschau 2010 östlich der Innenstadt gebaut. Das Unternehmen wurde 2010 umgesiedelt und dort ein Fachmarktzentrum errichtet.
Siemensstraße, Hemer
Die Siemensstraße ist nach dem deutschen Erfinder und Industriellen Werner von Siemens benannt, der die Elektrotechnik begründete und die heutige Siemens AG aufbaute. Die Siemensstraße liegt in Westig.
Siepen, Ihmert
Der Straßen- und Ortsname „Siepen“ ist nach einem sumpfigen Gelände („sîfe“) benannt, das vor der Bebauung in diesem Gebiet lag.
Sonnenblumenallee, Hemer
Die Sonnenblumenallee ist nach der Blumenart Sonnenblume benannt. Die Straße liegt am Sauerlandpark.
Sonnenknapp, Deilinghofen
Die Straße „Sonnenknapp“ ist nach ihrer Lage an einem Nordhang benannt. Der Begriff „Knapp“ bezeichnet einen Abhang, der Wortteil „Sonnen-“ geht auf das Wort „sunnern“ zurück, ein Waldgebiet im Süden (hier: Deilinghofens). Die Straße liegt zwischen Sundwig und Deilinghofen an der südlichen Besiedlungsgrenze.
Sonnenwinkel, Deilinghofen
Die Straße „Sonnenwinkel“ ist nach ihrer Lage an einem Südhang in Apricke benannt.
Sperberweg, Hemer
Der Sperberweg ist nach dem Greifvogel Sperber benannt. Die Straße liegt im östlichen Innenstadtbereich.
Spiethländer Weg, Hemer
Der Spiethländer Weg ist nach früheren Staubecken benannt, die zum Betrieb von Wasserrädern in diesem Gebiet angelegt worden waren. Der Name geht auf den Begriff „Spieklänner“ mit den Bestandteilen „spik“ (gestautes Wasser) und „länner“ (Land) zurück. Heute ist der Spiethländer Weg ein Teil der Fußgängerzone in der Innenstadt.
Steinstraße, Hemer
Die Steinstraße ist nach einem nahe gelegenen Berg benannt, der aus markantem Schieferstein besteht. Die Steinstraße liegt in Wiehagen.
Stemmessiepen, Ihmert
Der Straßen- und Ortsname Stemmessiepen ist nach dem dort vorhandenen Geländetyp benannt. Ein Siepen bezeichnet ein feuchtes Sumpfgelände, der erste Wortteil bedeutet entweder „Stamm“ oder „Moor“. Die Ortschaft liegt im Südwesten Ihmerts an einem gleichnamigen Bach.
Stemmessiepener Weg, Ihmert
Der Stemmessiepener Weg führt aus Tütebelle kommend in den Hemeraner Ortsteil Stemmessiepen, wonach er auch benannt ist.
Stephanopel, Frönsberg
Der Straßen- und Ortsname „Stephanopel“ ist nach dem Kaufmann Stephan Lürmann (1764–1816) benannt. Sein Vater Johann Stephan Dietrich Theodor Lürmann (1737 – 1788), der 1770 eine Siedlung im heutigen Gebiet Stephanopels errichtete, nannte den Wohnplatz 1771, inspiriert von Handelsreisen in den Orient, „Stephanopel“. Die K 32 trägt zwischen den Ortschaften Winterhof und Ispei den Namen Stephanopel.
Stephanopeler Straße, Frönsberg
Die Stephanopeler Straße führt aus Sundwig kommend in den Hemeraner Ortsteil Stephanopel, wonach sie auch benannt ist.
Stephanstraße, Hemer
Die Stephanstraße ist nach dem ersten deutschen Generalpostmeister Heinrich von Stephan benannt. Vor der Umbenennung 1935 hieß die Straße Untere Bahnhofstraße. An der Stephanstraße in der Hemeraner Innenstadt befand sich zwischen 1909 und 1960 das Postamt. Heute liegt an der Straße der Zentrale Omnibusbahnhof
Sternstraße, Ihmert
Die Sternstraße ist nach dem Himmelskörper Stern benannt. An der Straße im Osten Ihmerts liegt die städtische Kindertageseinrichtung „Sternenburg“. Zur kommunalen Neuordnung 1975 wurde die Straße umbenannt, ihr vorheriger Name war Danziger Straße.
Stettiner Straße, Hemer
Die Stettiner Straße ist nach der polnischen Stadt Stettin benannt. Der Straßenname sollte Flüchtlinge und Vertriebene an ihre alte Heimat erinnern. Die Stettiner Straße liegt in Sundwig.
Stiller Weg, Hemer
Der Stille Weg führt durch ein Waldgebiet zum Sundwiger Waldfriedhof, weshalb er auch so benannt wurde.
Stodt, Ihmert
Der Straßen- und Ortsname „Stodt“ ist nach der Lage auf einem Hügel („stôt“) benannt. Der Ortsteil Stodt liegt im Südosten Hemers.
Stormweg, Hemer
Der Stormweg ist nach dem Schriftsteller Theodor Storm benannt, einem der Hauptvertreter des Realismus. Die Straße liegt im Westen Oberhemers.
Straße der S.A., Hemer
Die Straße der S.A. war nach der Sturmabteilung der NSDAP benannt. Nach dem Zweiten Weltkrieg wurde der Weg in Iserlohner Straße umbenannt.
Stübecker Weg, Hemer
Der Stübecker Weg ist nach dem Hemeraner Ortsteil Stübecken benannt. Die Straße verläuft aus Niederhemer kommend durch Stübecken. An ihr liegt unter anderem die Brabeck-Grundschule.
Stuken, Ihmert
Der Straßen-, Orts- und Flurname Stuken bezeichnet die Reste der Baumstämme nach dem Fällen. Als der Wald in diesem Gebiet abgeholzt wurde, erhielt die Flur diesen Namen. Stuken ist neben Hüingsen der südlichste Ortsteil Hemers.
Südweg, Deilinghofen
Der Südweg ist nach seiner Lage im Süden Deilinghofens benannt.
Sülberg, Ihmert
Der Straßen- und Ortsname Sülberg erlaubt zwei Deutungen. Entweder geht die Bezeichnung auf den Begriff „sülte“ (Morast) zurück und es handelte sich um einen morastigen Berg oder die Vorsilbe entstammt dem Begriff „Sul“, der auf eine Gerichtssäule hindeutet. Am Sülberg könnten früher also Gerichtsprozesse stattgefunden haben. Die Straße liegt nördlich von Ihmerterbach und östlich von Johannistal.
Sülbergweg, Ihmert
Der Sülbergweg führt aus Ihmerterbach kommend in Richtung des Hemeraner Ortsteils Sülberg, nach dem die Straße auch benannt ist.
Sundwiger Weg, Deilinghofen
Der Sundwiger Weg führt aus Deilinghofen kommend entlang des Felsenmeeres in den Hemeraner Ortsteil Sundwig, nach dem die Straße auch benannt ist.

### T
Talweg, Deilinghofen
Der Talweg ist nach einer Lage im Tal des Iserbaches im Südwesten Deilinghofens benannt. Die Straße in Hohenstein hieß bis 1975 „Bautenheide“.
Tannenweg, Hemer
Der Tannenweg ist nach dem Nadelbaum Tanne benannt. Die Straße liegt in Stübecken.
Teichstraße, Hemer
Die Teichstraße ist nach einem aufgestauten Teich benannt, der von einem Mühlenbetrieb genutzt wurde, heute aber nicht mehr besteht. An der Teichstraße im Südosten Stübeckens liegt das Dammstadion und das städtische Freibad „Am Damm“.
Theo-Funccius-Straße, Hemer
Die Theo-Funccius-Straße ist nach dem Hemeraner Arzt Theodor Funccius benannt, der das Hemeraner Amtskrankenhaus zwischen 1914 und 1927 leitete. Das Gebäude des Amtskrankenhauses entstand 1892 und liegt heute an der Theo-Funccius-Straße. Nachdem das Gebäude im Zweiten Weltkrieg zum Lazarett wurde, wird es heute von der Lungenklinik genutzt.
Tulpen-Allee, Hemer
Die Tulpen-Allee ist nach der Blumenart Tulpe benannt. Die Straße liegt auf dem Gelände der Landesgartenschau 2010 und wird erst nach deren Ende offiziell in Tulpen-Allee umbenannt.

### U
Uhlandstraße, Hemer
Die Uhlandstraße ist nach dem Dichter Johann Ludwig Uhland benannt. An der Straße in Westig liegt ein evangelischer Kindergarten.
Ulmenweg, Hemer
Der Ulmenweg ist nach dem Laubbaum Ulme benannt. Die Straße liegt in Stübecken.
Umgehungsstraße, Deilinghofen
Die Umgehungsstraße führte aus dem Deilinghofer Ortszentrum zum britischen Kasernengelände. Die Straße wurde 1972 in Europastraße benannt.
Unter dem Asenberg, Becke
Die Straße „Unter dem Asenberg“ ist nach dem weiter nördlich gelegenen Asenberg benannt, der seinen Namen von der Oese bekommen hat. Der Name entwickelte sich aus der Bezeichnung „Oesemeskopp“. Die Straße liegt in Höcklingsen.
Unter dem Hohenstein, Deilinghofen
Die Straße „Unter dem Hohenstein“ ist nach dem Kalksteinfelsen „Hohenstein“ benannt. Die Straße liegt im Süden des Deilinghofer Ortsteils Hohenstein.
Unter dem Kehlberg, Hemer
Die Straße „Unter dem Kehlberg“ ist nach Einbuchtungen (Kehlen) an allen Seiten des gleichnamigen Bergs benannt. Die Straße führt vom Nordosten Stübeckens in Richtung Mesterscheid.
Unter dem Naumberg, Hemer
Die Straße „Unter dem Naumberg“ ist nach dem nahe gelegenen Lamberg benannt. Die Straße liegt im Grenzbereich von Oberhemer und Westig.
Unter dem Ufer, Deilinghofen
Die Straße „Unter dem Ufer“ liegt in der Nähe eines Bachlaufs, der im weiteren Verlauf zur Oese wird. Die Straße liegt im Grenzgebiet der Ortsteile Wenhagen und Hohenstein.
Untere Bahnhofsstraße, Hemer
Die Untere Bahnhofsstraße verlief unterhalb der eigentlichen Bahnhofsstraße. 1935 wurde der Weg in Stephanstraße umbenannt.
Untere Weide, Becke
Die Straße „Untere Weide“ wurde auf ehemaligem Weidegebiet unterhalb des Tannenkopfs gebaut.
Urbecker Straße, Hemer/Becke
Die Urbecker Straße verläuft aus der Innenstadt kommend durch den namensgebenden Hemeraner Ortsteil Urbecke und dann weiter nach Höcklingsen. An der Straße liegt neben der städtischen Hauptschule Urbecker Straße auch eine Skate-Anlage.

### V

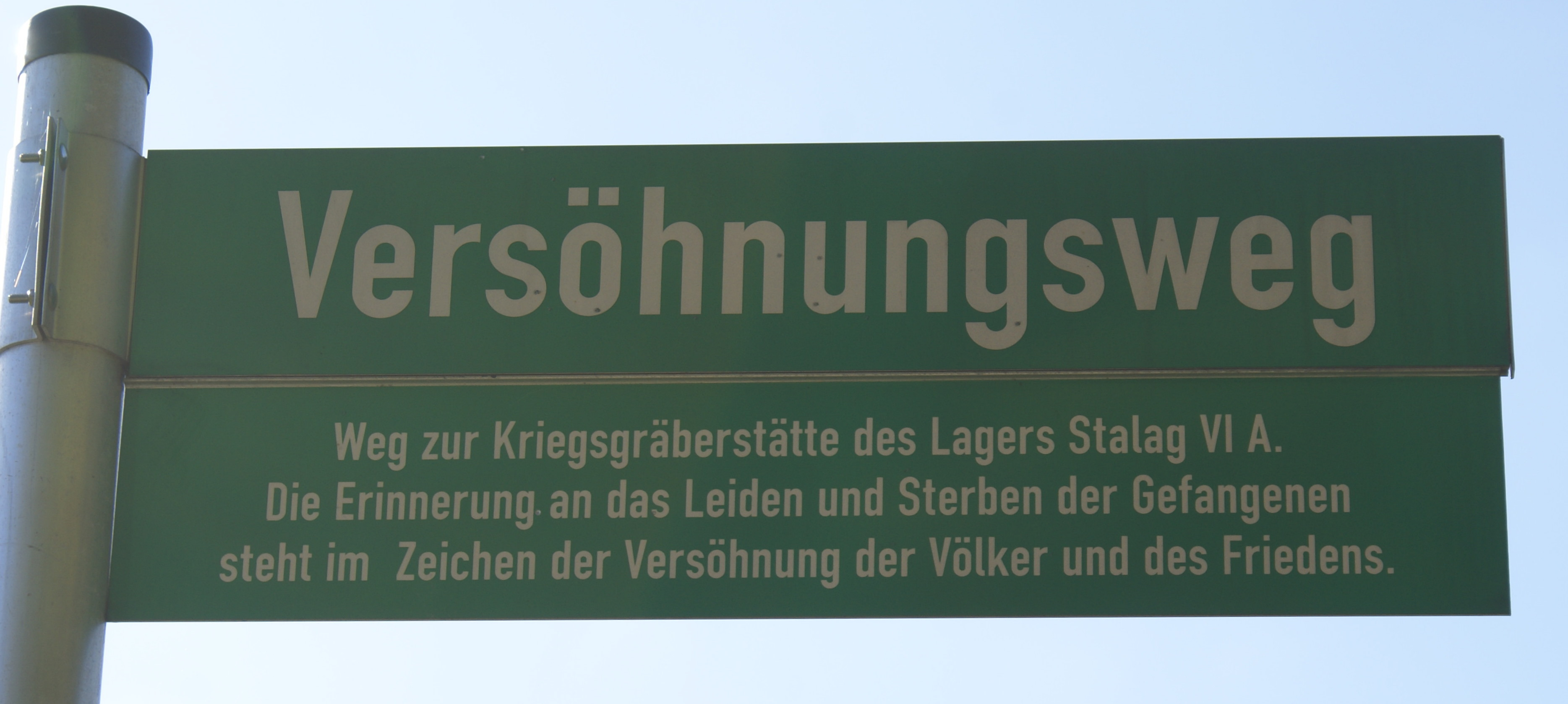
Versöhnungsweg

Verbindungsstraße, Hemer
Die Verbindungsstraße in Westig wurde 1935 erst in Kantstraße und zehn Jahre später in Fichtestraße umbenannt.
Versöhnungsweg, Hemer
Der Versöhnungsweg verbindet den Mühlenweg mit der Kriegsgräberstätte im Duloh und wurde nach dem Wunsch benannt, dass sich die Völker nach dem Zweiten Weltkrieg wieder versöhnen. Der Versöhnungsweg ist nicht für den Pkw-Verkehr freigegeben und mit einem grünen Verkehrszeichen und weißer Schrift beschildert.
Vinckestraße, Hemer
Die Vinckestraße ist nach dem Oberpräsidenten der Provinz Westfalen Ludwig von Vincke benannt, der die Reformarbeit des Freiherrn vom Stein unterstützte. Die Straße liegt im Westen von Westig in der Nähe der Stadtgrenze zu Iserlohn und hieß bis 1947 Bismarckstraße.
Von-Behring-Straße, Hemer
Die Von-Behring-Straße ist nach dem ersten Medizin-Nobelpreisträger Emil von Behring benannt. Die Straße liegt in Hemerhardt.
Von-Eichendorff-Weg, Hemer
Der Von-Eichendorff-Weg ist nach dem deutschen Schriftsteller Joseph von Eichendorff benannt. Die Straße liegt im westlichen Innenstadtbereich und hieß bis zum Zweiten Weltkrieg Eupener Straße.
Von-Ketteler-Weg, Hemer
Der Von-Ketteler-Weg ist nach dem deutschen Bischof und Politiker Wilhelm Emmanuel von Ketteler benannt. Als Bischof in Mainz beschäftigte er sich vor allem mit der Sozialpolitik und galt als einer der bedeutendsten Gegner Bismarcks im Kulturkampf. Die Straße liegt im Norden von Stübecken.
Von-Romberg-Straße, Frönsberg
Die Von-Romberg-Straße ist nach dem Sundwiger Unternehmer Johann Bernhard Friedrich Romberg benannt, der in Brüssel ein Handelsunternehmen betrieb. Als Niederhemer 1779 durch einen Brand fast vollständig zerstört wurde, spendete Romberg große Summen für den Wiederaufbau. Er wurde von Kaiser Joseph II. in den Adelsstand erhoben. Die nach Romberg benannte Straße liegt in Frönsberg.
Von-Schenkendorf-Straße, Hemer
Die Von-Schenkendorf-Straße ist nach dem deutschen Schriftsteller Max von Schenkendorf benannt. Die Straße liegt im Süden Westigs.
Von-Wrede-Straße, Frönsberg
Die Von-Wrede-Straße ist nach der Familie Wrede benannt, die ab 1485 das Haus Frönsberg und ab 1515 auch des Hedhofs besaßen. Über Jahrhunderte bleiben die Höfe im Besitz der Familie. Die Straße liegt in Frönsberg, in der Nähe des ehemaligen Adelsgut. An der Straße befindet sich ein Kinderspielplatz.
Voßstraße, Deilinghofen
Die Voßstraße ist nach einem Sumpfgebiet („fuss“) benannt, das früher in diesem Gebiet Deilinghofens lag.

### W
Waldemey, Deilinghofen
Der Straßenname „Waldemey“ war im Mittelalter die Bezeichnung für ein Waldstück, das mehrere Besitzer gemeinsam verwalten. In der Nähe von Brockhausen gab es eine Waldemey. Die Straße liegt im Südosten von Brockhausen.
Waldschlößchenweg, Hemer
Der Waldschlößchenweg ist nach dem Jagd- und Gasthaus Waldschlößchen gebannt, das zu Beginn des 20. Jahrhunderts vom Hemeraner Schützenverein genutzt wurde. Im Ersten Weltkrieg wurde das Gebäude aus Holzknappheit ausgebaut. Heute führt der Waldschlößchenweg vom östlichen Innenstadtbereich entlang des Felsenmeers. Außerdem liegt ein Sportplatz am Weg.
Waldweg, Deilinghofen
Der Waldweg in Brockhausen wurde im Zuge der kommunalen Neuordnung 1975 in Forstweg umbenannt.
Waldweg, Ihmert
Der Waldweg ist nach dem benachbarten Waldgebiet benannt. Die Straße liegt im Norden des Ortsteils Im Hasberg.
Walesstraße, Deilinghofen
Die Walesstraße ist nach dem Land Wales in Großbritannien benannt. Britische Truppen waren zwischen 1970 und den 1990er-Jahren in Deilinghofen stationiert, wo die Walesstraße heute auch liegt.
Wasserwerkstraße, Hemer
Die Wasserwerkstraße ist nach dem ehemaligen Wasserwerk benannt, das 1925 in diesem Gebiet gebaut wurde. Heute liegt die Wasserwerkstraße im Norden Sundwigs und führt zur Hauptstelle der Stadtwerke.
Weißdornstraße, Deilinghofen
Die Weißdornstraße ist nach Weißdorn-Hecken, die sich bis in die 1970er-Jahre im Gebiet der Straße befanden. Die Straße liegt im Osten Deilinghofens.
Wenhagener Straße, Hemer
Die Wenhagener Straße ist nach einem ehemaligen Hain (Hagen) in diesem Gebiet benannt. Die Vorsilbe „Wen-“ deutet auf ein Moorgebiet („Venn“) hin. Wenhagen ist zugleich ein Ortsteil von Sundwig, in dem die Straße auch liegt.
Westendorfstraße, Ihmert
Westendorfstraße ist der Name der Landstraße 888 in Ihmert. Die Straße führt durch den Ortsteil Westendorf, dessen Name auf die Entstehung der Siedlung im 16. Jahrhundert zurückgeht. Das Gebiet liegt westlich von Ihmert und erhielt so seine Bezeichnung.
Westerweg, Hemer
Der Westerweg ist nach dem Westerfeld benannt, das nach seinen Namen durch die Lage im Westen von Landhausen bekommen hat. Die Straße grenzt an das Feld an.
Westiger Straße, Hemer
Die Westiger Straße verlief aus Oberhemer nach Westig und wurde in den ersten Jahren der Nachkriegszeit zu einem Teil der Hauptstraße. Schon vor dem Zweiten Weltkrieg hieß der Straßenteil Westiger Straße, bevor er 1935 den Namen Adolf-Hitler-Straße erhielt. Ab 1945 galt für einige Jahre wieder der traditionelle Name.
Wichernweg, Hemer
Der Wichernweg ist nach dem evangelischen Theologen Johann Heinrich Wichern benannt, der das Rauhe Haus und die Innere Mission begründete. Die Straße liegt im Norden Stübeckens.
Widumstraße, Deilinghofen
Die Widumstraße ist nach einem Frauenstift (Widum) aus der frühen Neuzeit benannt, das bis 1636 bewohnt war. Inzwischen steht an dieser Stelle ein ehemaliges evangelisches Pastorat. Die Straße liegt im Zentrum Deilinghofens.
Wiemer Pfad, Deilinghofen
Der Wiemer Pfad ist ebenfalls nach dem Frauenstift (Widum) benannt. Der Bezeichnung „Wiemer“ geht auf den Begriff „wedeme“ (Kirchengut) zurück. Die Straße liegt in der Nähe des alten Damenstifts und ehemaligen evangelischen Pastorats.
Wiesenstraße, Hemer
Die Wiesenstraße in Hemer war nach den großen Grünflächen in diesem Gebiet benannt. 1975 wurde die Straße in Niederhemer in Seilerstraße umbenannt, um Verwechslungen mit dem Deilinghofer Wiesenweg zu vermeiden.
Wiesenweg, Deilinghofen
Der Wiesenweg wurde auch ehemaligem Wiesengelände errichtet. Die Straße liegt im Westen von Deilinghofen.
Wildgatterweg, Frönsberg
Der Wildgatterweg führt zu  einem Wildgatter in der Nähe von Heppingsen.
Wilhelm-Bröckelmann-Straße, Hemer
Die Wilhelm-Bröckelmann-Straße ist nach dem Sundwiger Fabrikanten Wilhelm Bröckelmann benannt, der Geschäftsleiter des Sundwiger Messingwerks war. Zwischen 1923 und 1929 war er letzter Vorsteher der Gemeinde Sundwig vor deren Zusammenschluss mit Hemer, Westig und Landhausen. Die Straße liegt im Westen Sundwigs und hieß bis 1947 Wilhelm-Straße, danach für kurze Zeit Brökelmannstraße.
Wilhelm-Straße, Hemer
Die Wilhelm-Straße war nach dem deutschen Kaiser Wilhelm I. benannt und wurde nach dem Zweiten Weltkrieg zuerst in Brökelmannstraße, später in Wilhelm-Bröckelmann-Straße umbenannt.
Willibrord-Benzler-Straße, Hemer
Die Willibrord-Benzler-Straße ist nach dem katholischen Geistlichen Willibrord Benzler benannt, der zwischen 1901 und 1919 Bischof des Bistums Metz war. Die Straße liegt in Niederhemer, in der Nähe des Geburtshauses Benzlers.
Winkelstraße, Ihmert
Der Name der Winkelstraße geht auf eine Flurbezeichnung aus dem Anfang des 19. Jahrhunderts zurück. Damals wurde ein Weideland wegen seiner Lage „Im Winkel“ genannt. An der Straße im Südosten Ihmerts liegen Tennisplätze und eine Sporthalle.
Wittekindstraße, Hemer
Die Wittekindstraße ist nach dem sächsischen Herzog Widukind benannt, der sich erst gegen die Einführung des Christentums wehrte, sich später aber selbst taufen ließ. Die Straße liegt in Westig.
Woestestraße, Hemer
Die Woestestraße ist nach dem Hemeraner Sprachwissenschaftler Friedrich Leopold Woeste benannt. Die Straße liegt im östlichen Innenstadtbereich.
Wulfertsweg, Hemer
Der Wulfertsweg ist nach dem evangelischen Geistlichen Johann Friedrich Wilhelm Wulfert benannt, der Anfang des 19. Jahrhunderts Pfarrer in Hemer war und unter anderem den Bau der Ebbergkirche initiierte. Die nach ihm benannte Straße liegt in der Nähe der Kirche in Niederhemer.

### Z
Zeppelinstraße, Hemer
Die Zeppelinstraße ist nach dem Flugpionier Ferdinand Graf von Zeppelin benannt, der durch die Konstruktion des ersten Zeppelins Bekanntheit erlangte. Die Straße verbindet die Ortsteile Westig und Sundwig. An der Zeppelinstraße liegen das Gemeindehaus einer Freien evangelischen Gemeinde sowie ein Bolzplatz.